# France aux Jeux olympiques d'été de 2012
La France participe aux Jeux olympiques de 2012 à Londres au Royaume-Uni du 27 juillet au 12 août 2012. Il s'agit de sa 27e participation à des Jeux olympiques d'été. Elle finit avec 35 médailles, se situant au 7e rang du tableau des médailles par nation.

## Bilan général

### Par sport
| Place | Sport       | Médaille d'or, Jeux olympiques | Médaille d'argent, Jeux olympiques | Médaille de bronze, Jeux olympiques | Total | Rang pays |
| 1     | Natation    | 4                              | 2                                  | 1                                   | 7     | 3e        |
| 2     | Judo        | 2                              | 0                                  | 5                                   | 7     | 2e        |
| 3     | Canoë-kayak | 2                              | 0                                  | 0                                   | 2     | 4e        |
| 4     | Cyclisme    | 1                              | 3                                  | 0                                   | 4     | 3e        |
| 5     | Athlétisme  | 1                              | 1                                  | 1                                   | 3     | 12e       |
| 6     | Handball    | 1                              | 0                                  | 0                                   | 1     | 1er       |
| 7     | Taekwondo   | 0                              | 1                                  | 1                                   | 2     | 9e        |
| 7     | Tennis      | 0                              | 1                                  | 1                                   | 2     | 4e        |
| 7     | Tir         | 0                              | 1                                  | 1                                   | 2     | 10e       |
| 10    | Aviron      | 0                              | 1                                  | 0                                   | 1     | 11e       |
| 10    | Basket-ball | 0                              | 1                                  | 0                                   | 1     | 2e        |
| 12    | Gymnastique | 0                              | 0                                  | 1                                   | 1     | 10e       |
| 12    | Lutte       | 0                              | 0                                  | 1                                   | 1     | 22e       |
| 12    | Voile       | 0                              | 0                                  | 1                                   | 1     | 12e       |
|       | Total       | 11                             | 11                                 | 13                                  | 35    | 7e        |

### Par jour
| Jour       | Médaille d'or, Jeux olympiques | Médaille d'argent, Jeux olympiques | Médaille de bronze, Jeux olympiques | Total |
| 28 juillet | 0                              | 0                                  | 0                                   | 0     |
| 29 juillet | 2                              | 1                                  | 1                                   | 4     |
| 30 juillet | 1                              | 0                                  | 2                                   | 3     |
| 31 juillet | 1                              | 2                                  | 1                                   | 4     |
| 1er août   | 1                              | 0                                  | 1                                   | 2     |
| 2 août     | 1                              | 1                                  | 1                                   | 3     |
| 3 août     | 2                              | 1                                  | 0                                   | 3     |
| 4 août     | 0                              | 1                                  | 2                                   | 3     |
| 5 août     | 0                              | 2                                  | 1                                   | 3     |
| 6 août     | 0                              | 1                                  | 0                                   | 1     |
| 7 août     | 0                              | 0                                  | 2                                   | 2     |
| 8 août     | 0                              | 0                                  | 0                                   | 0     |
| 9 août     | 0                              | 0                                  | 1                                   | 1     |
| 10 août    | 1                              | 0                                  | 0                                   | 1     |
| 11 août    | 1                              | 2                                  | 1                                   | 4     |
| 12 août    | 1                              | 0                                  | 0                                   | 1     |
| Total      | 11                             | 11                                 | 13                                  | 35    |

## Médaillés

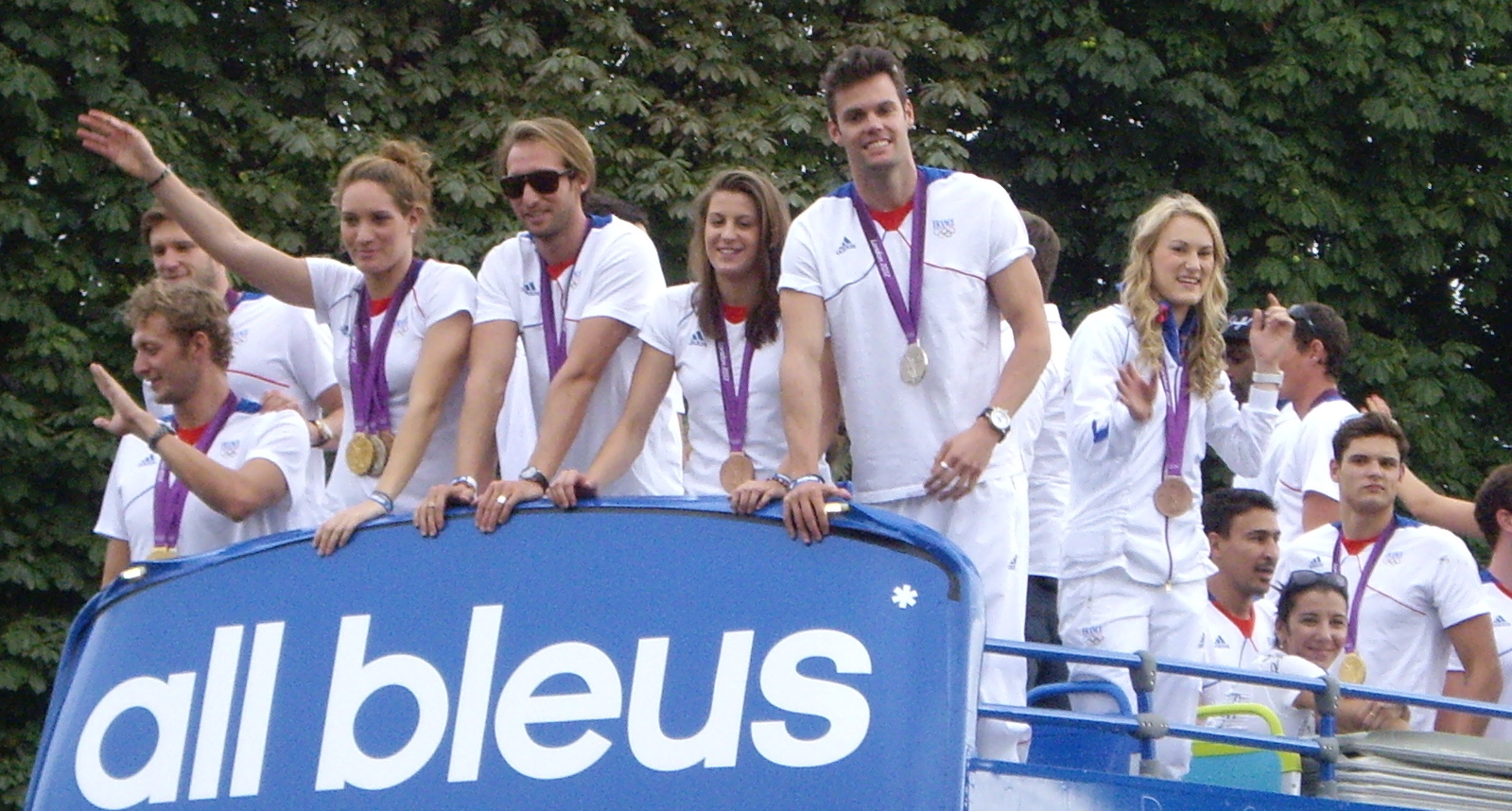
Défilé des médaillés français sur les Champs-Élysées le 13 août 2012.
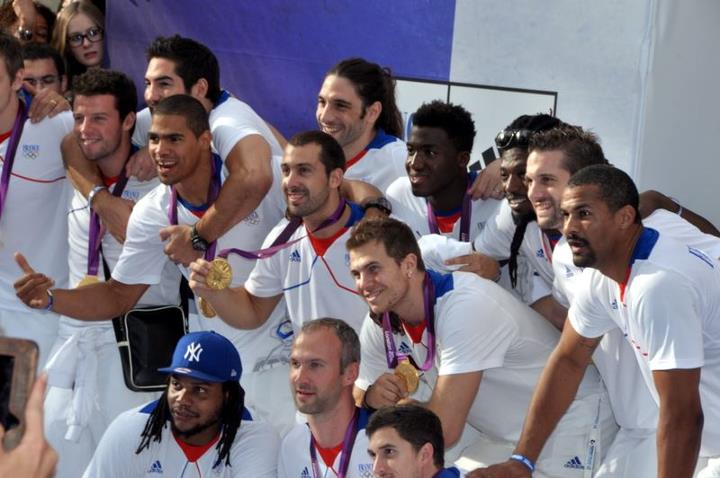
Une partie des joueurs de l'équipe de handball masculin au défilé du 13 août 2012.
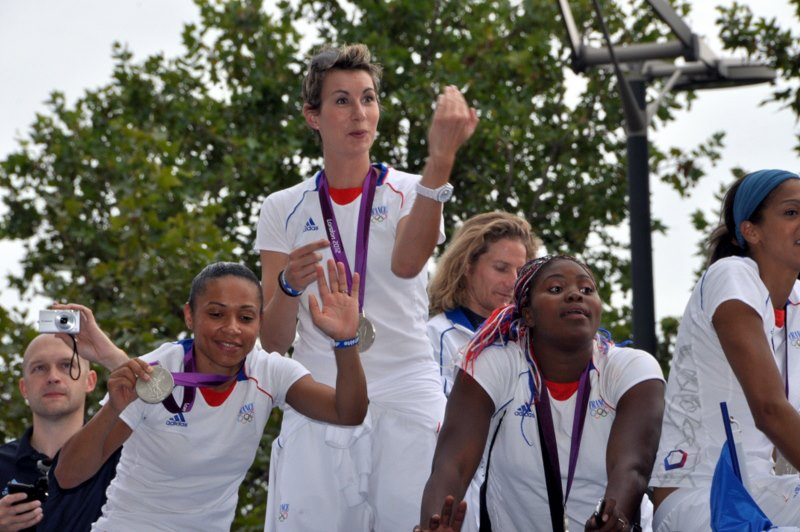
Des joueuses de l'équipe de basketball féminin au défilé du 13 août 2012.

### Médailles d'or
| Sport               | Discipline                         | Sportifs | Performance            | Date       |
| Médailles d'or : 11 |                                    | |                        |            |
| Athlétisme          | Saut à la perche hommes            | Renaud Lavillenie | 5,97 m (RO)            | 10 août    |
| Canoë-kayak         | C1 hommes (slalom)                 | Tony Estanguet | 97 s 06                | 31 juillet |
| Canoë-kayak         | K1 femmes (slalom)                 | Émilie Fer | 105 s 90               | 2 août     |
| Handball            | Tournoi masculin                   | Luc Abalo William Accambray Xavier Barachet Didier Dinart Jérôme Fernandez Bertrand Gille Guillaume Gille Michaël Guigou Samuel Honrubia Guillaume Joli Nikola Karabatic Daouda Karaboué Daniel Narcisse Thierry Omeyer Cédric Sorhaindo | 22-21 (10-8, 12-13)    | 12 août    |
| Judo                | Moins de 70 kg femmes              | Lucie Décosse | waza-ari et 2 yuko     | 1er août   |
| Judo                | Plus de 100 kg hommes              | Teddy Riner | waza-ari par pénalités | 3 août     |
| Natation            | 400 m nage libre femmes            | Camille Muffat | 4 min 1 s 45 (RO)      | 29 juillet |
| Natation            | Relais 4 × 100 m nage libre hommes | Amaury Leveaux Fabien Gilot Clément Lefert Yannick Agnel Alain Bernard Jérémy Stravius | 3 min 9 s 93           | 29 juillet |
| Natation            | 200 m nage libre hommes            | Yannick Agnel | 1 min 43 s 14 (RN)     | 30 juillet |
| Natation            | 50 m nage libre hommes             | Florent Manaudou | 21 s 34                | 3 août     |
| VTT                 | Cross-country VTT féminin          | Julie Bresset | 1 h 30 min 52 s        | 11 août    |

### Médailles d'argent
| Sport                   | Discipline                          | Sportifs | Performance                        | Date       |
| Médailles d'argent : 11 |                                     | |                                    |            |
| Athlétisme              | 3 000 m steeple hommes              | Mahiedine Mekhissi-Benabbad | 8 min 19 s 08                      | 5 août     |
| Aviron                  | Deux sans barreur hommes            | Germain Chardin Dorian Mortelette | 6 min 21 s 11                      | 3 août     |
| Basket-ball             | Tournoi féminin                     | Clémence Beikes Jennifer Digbeu Céline Dumerc Élodie Godin Émilie Gomis Sandrine Gruda Marion Laborde Edwige Lawson-Wade Florence Lepron Nwal-Endéné Miyem Emmeline Ndongue Isabelle Yacoubou-Dehoui | 50-86 (15-20, 10-17, 12-26, 13-23) | 11 août    |
| Cyclisme sur piste      | Vitesse par équipes hommes          | Grégory Baugé Michaël D'Almeida Kévin Sireau | 43 s 013 (62,771 km/h)             | 2 août     |
| Cyclisme sur piste      | Omnium hommes                       | Bryan Coquard | 29 points                          | 5 août     |
| Cyclisme sur piste      | Vitesse hommes                      | Grégory Baugé | 0-2                                | 6 août     |
| Natation                | 200 m nage libre femmes             | Camille Muffat | 1 min 55 s 58                      | 31 juillet |
| Natation                | Relais 4 × 200 m nage libre hommes  | Amaury Leveaux Grégory Mallet Clément Lefert Yannick Agnel Jérémy Stravius | 7 min 2 s 77 (RN)                  | 31 juillet |
| Taekwondo               | Plus de 67 kg femmes                | Anne-Caroline Graffe | 7-9 (1-1, 3-4, 3-4)                | 11 août    |
| Tennis                  | Double messieurs                    | Jo-Wilfried Tsonga Michaël Llodra | 4-6, 62-7                          | 4 août     |
| Tir                     | Pistolet à 10 m air comprimé femmes | Céline Goberville | 486,6                              | 29 juillet |

### Médailles de bronze
| Sport                    | Discipline                           | Sportifs                                                                                            | Performance                                  | Date       |
| Médailles de bronze : 13 |                                      | |                                              |            |
| Athlétisme               | Relais 4 × 100 m hommes              | Jimmy Vicaut Christophe Lemaitre Pierre-Alexis Pessonneaux Ronald Pognon                            | 38 s 16                                      | 11 août    |
| Gymnastique              | Barres parallèles                    | Hamilton Sabot                                                                                      | 15,566                                       | 7 août     |
| Judo                     | Moins de 52 kg femmes                | Priscilla Gneto                                                                                     | ippon (golden score)                         | 29 juillet |
| Judo                     | Moins de 57 kg femmes                | Automne Pavia                                                                                       | yuko                                         | 30 juillet |
| Judo                     | Moins de 73 kg hommes                | Ugo Legrand                                                                                         | waza-ari (golden score)                      | 30 juillet |
| Judo                     | Moins de 63 kg femmes                | Gévrise Émane                                                                                       | décision des juges, à l'issue dugolden score | 31 juillet |
| Judo                     | Moins de 78 kg femmes                | Audrey Tcheuméo                                                                                     | ippon                                        | 2 août     |
| Lutte                    | Moins de 66 kg hommes(gréco-romaine) | Steeve Guénot                                                                                       | 3-0 (4-0, 1-0)                               | 7 août     |
| Natation                 | Relais 4 × 200 m nage libre femmes   | Camille Muffat Charlotte Bonnet Ophélie-Cyrielle Étienne Coralie BalmyMargaux Farrell Mylène Lazare | 7 min 44 s 49 (RN)                           | 1er août   |
| Taekwondo                | Moins de 57 kg femmes                | Marlène Harnois                                                                                     | 12-8 (0-3, 8-4, 4-1)                         | 9 août     |
| Tennis                   | Double messieurs                     | Julien Benneteau Richard Gasquet                                                                    | 7-64, 6-2                                    | 4 août     |
| Tir                      | Trap femmes                          | Delphine Réau-Racinet                                                                               | 93 (2 au tir de barrage)                     | 4 août     |
| Voile                    | Finn                                 | Jonathan Lobert                                                                                     | 49 points                                    | 5 août     |

## Athlétisme
La délégation de l'équipe de France d'athlétisme est composée de 54 athlètes pour les épreuves des Jeux olympiques de Londres (à raison de 3 athlètes maximum par discipline). Les minima ont été fixés par la Fédération française d'athlétisme et diffèrent de ceux de l'IAAF. Les athlètes avaient jusqu'au 7 juillet pour parvenir à ces minima. Au total, 22 femmes et 32 hommes représentent la France lors des épreuves d'athlétisme. Les grands absents de cette liste sont le triple sauteur Teddy Tamgho, le coureur de steeple Bouabdellah Tahri ou bien le demi-fondeur Mehdi Baala à la suite de blessures diverses. Nour-Eddine Gezzar, contrôlé positif à l’EPO lors des championnats d'Europe d'athlétisme 2012 à Helsinki (Finlande), est suspendu à titre conservatoire, ce qui l’empêche d’aller à Londres alors qu’il avait réalisé les minima de la fédération.
Hommes
Courses
| Athlète                                                                                            | Épreuve          | Séries            | Séries        | Quarts de finale | Quarts de finale | Demi-finales  | Demi-finales  | Finale               | Finale                              |
| Athlète                                                                                            | Épreuve          | Résultat          | Rang          | Résultat         | Rang             | Résultat      | Rang          | Résultat             | Rang                                |
| -------------------------------------------------------------------------------------------------- | ---------------- | ----------------- | ------------- | ---------------- | ---------------- | ------------- | ------------- | -------------------- | ----------------------------------- |
| Jamale Aarrass                                                                                     | 1 500 m          | 3 min 45 s 13     | 12e (éliminé) | NC               | NC               | –             | –             | –                    | –                                   |
| Dimitri Bascou                                                                                     | 110 m haies      | 13 s 57           | 4e q          | NC               | NC               | 13 s 55       | 6e (éliminé)  | –                    | –                                   |
| Pierre-Ambroise Bosse                                                                              | 800 m            | 1 min 46 s 03     | 4e q          | NC               | NC               | 1 min 45 s 10 | 4e (éliminé)  | –                    | –                                   |
| Florian Carvalho                                                                                   | 1 500 m          | 3 min 37 s 5 (SB) | 7e q          | NC               | NC               | 3 min 40 s 61 | 13e (éliminé) | –                    | –                                   |
| Garfield Darien                                                                                    | 110 m haies      | 13 s 54           | 4e q          | NC               | NC               | 13 s 48       | 6e (éliminé)  | –                    | –                                   |
| Yohann Diniz                                                                                       | 50 km marche     | NC                | NC            | NC               | NC               | NC            | NC            | disqualifié          | disqualifié                         |
| Ladji Doucouré                                                                                     | 110 m haies      | 13 s 67           | 4e q          | NC               | NC               | 13 s 74       | 8e (éliminé)  | –                    | –                                   |
| Hassan Hirt                                                                                        | 5 000 m          | 13 min 35 s 36    | 11e (éliminé) | NC               | NC               | NC            | NC            | –                    | –                                   |
| Cédric Houssaye                                                                                    | 50 km marche     | NC                | NC            | NC               | NC               | NC            | NC            | 3 h 55 min 16 s      | 31e                                 |
| Abraham Kiprotich                                                                                  | Marathon         | NC                | NC            | NC               | NC               | NC            | NC            | abandon              | abandon                             |
| Yoann Kowal                                                                                        | 1 500 m          | 3 min 41 s 12     | 3e            | NC               | NC               | 3 min 43 s 48 | 8e (éliminé)  | –                    | –                                   |
| Christophe Lemaitre                                                                                |                  |                   |               |                  |                  |               |               |                      |                                     |
| 200 m                                                                                              | 20 s 34          | 1er               | NC            | NC               | 20 s 03          | 3e q          | 20 s 19       | 6e                   |                                     |
| Abdellatif Meftah                                                                                  | Marathon         | NC                | NC            | NC               | NC               | NC            | NC            | abandon              | abandon                             |
| Mahiedine Mekhissi-Benabbad                                                                        | 3 000 m steeple  | 8 min 16 s 23     | 1er           | NC               | NC               | NC            | NC            | 8 min 19 s 08        |                                     |
| Bertrand Moulinet                                                                                  | 20 km marche     | NC                | NC            | NC               | NC               | NC            | NC            | 1 h 20 min 12 s      | 8e                                  |
| Bertrand Moulinet                                                                                  | 50 km marche     | NC                | NC            | NC               | NC               | NC            | NC            | 3 h 45 min 35 s (PB) | 12e                                 |
| Patrick Tambwe                                                                                     | Marathon         | NC                | NC            | NC               | NC               | NC            | NC            | abandon              | abandon                             |
| Jimmy Vicaut                                                                                       | 100 m            | NC                | NC            | 10 s 11 (SB)     | 2e               | 10 s 16       | 6e (éliminé)  | –                    | –                                   |
| Vincent Zouaoui-Dandrieux                                                                          | 3 000 m steeple  | 8 min 36 s 96     | 8e (éliminé)  | NC               | NC               | NC            | NC            | –                    | –                                   |
| Ben Bassaw Emmanuel Biron Christophe Lemaitre Pierre-Alexis Pessonneaux Ronald Pognon Jimmy Vicaut | Relais 4 × 100 m | 38 s 15 (SB)      | 4e q          | NC               | NC               | NC            | NC            | 38 s 16              | Médaille de bronze, Jeux olympiques |

Concours
| Athlète           | Épreuve           | Qualification | Qualification | Finale      | Finale |
| Athlète           | Épreuve           | Distance      | Rang          | Distance    | Rang   |
| ----------------- | ----------------- | ------------- | ------------- | ----------- | ------ |
| Quentin Bigot     | Lancer du marteau | 72,42 m       | 24e (éliminé) | –           | –      |
| Jérôme Bortoluzzi | Lancer du marteau | 74,15 m       | 14e (éliminé) | –           | –      |
| Nicolas Figère    | Lancer du marteau | 69,74 m       | 32e (éliminé) | –           | –      |
| Benjamin Compaoré | Triple saut       | 17,06 m       | 3e            | 17,08 m     | 6e     |
| Mickaël Hanany    | Saut en hauteur   | 2,26 m        | 3e            | 2,20 m      | 14e    |
| Renaud Lavillenie | Saut à la perche  | 5,65 m        | 1er           | 5,97 m (OR) |        |
| Romain Mesnil     | Saut à la perche  | 5,60 m        | 6e            | 5,50 m      | 9e     |
| Salim Sdiri       | Saut en longueur  | 7,71 m        | 23e (éliminé) | –           | –      |

Combinés – Décathlon
| Athlète     | Épreuve  | 100 m   | SL     | LP      | SH     | 400 m   | 110 H   | LD      | SP     | LJ           | 1 500 m       | Total | Rang |
| ----------- | -------- | ------- | ------ | ------- | ------ | ------- | ------- | ------- | ------ | ------------ | ------------- | ----- | ---- |
| Kévin Mayer | Résultat | 11 s 32 | 7,17 m | 14,05 m | 2,05 m | 48 s 76 | 15 s 59 | 41,20 m | 4,70 m | 62,41 m (PB) | 4 min 23 s 02 | 7 952 | 15e  |
| Kévin Mayer | Points   | 791     | 854    | 731     | 850    | 873     | 780     | 689     | 819    | 774          | 791           | 7 952 | 15e  |

Femmes
Courses
| Athlète                                                                                         | Épreuve          | Séries        | Séries      | Quarts de finale | Quarts de finale | Demi-finales | Demi-finales  | Finale        | Finale |
| Athlète                                                                                         | Épreuve          | Résultat      | Rang        | Résultat         | Rang             | Résultat     | Rang          | Résultat      | Rang   |
| ----------------------------------------------------------------------------------------------- | ---------------- | ------------- | ----------- | ---------------- | ---------------- | ------------ | ------------- | ------------- | ------ |
| Véronique Mang                                                                                  | 100 m            | NC            | NC          | 11 s 41          | 6e (éliminée)    | –            | –             | –             | –      |
| Reina-Flor Okori                                                                                | 100 m haies      | 13 s 01       | 2e          | NC               | NC               | disqualifiée | disqualifiée  | –             | –      |
| Myriam Soumaré                                                                                  | 100 m            | NC            | NC          | 11 s 07 (PB)     | 2e               | 11 s 13      | 5e (éliminée) | –             | –      |
| Myriam Soumaré                                                                                  | 200 m            | 22 s 70 (SB)  | 2e          | NC               | NC               | 22 s 56 (SB) | 3e            | 22 s 63       | 6e     |
| Nelly Banco Johanna Danois Ayodele Ikuesan Lina Jacques-Sébastien Véronique Mang Myriam Soumaré | Relais 4 × 100 m | disqualifié   | disqualifié | NC               | NC               | NC           | NC            | –             | –      |
| Phara Anacharsis Elea Mariama Diarra Marie Gayot Floria Guei Lénora Guion-Firmin Muriel Hurtis  | Relais 4 × 400 m | 3 min 25 s 94 | 3e          | NC               | NC               | NC           | NC            | 3 min 25 s 92 | 6e     |

Concours
| Athlète              | Épreuve           | Qualification | Qualification  | Finale       | Finale |
| Athlète              | Épreuve           | Distance      | Rang           | Distance     | Rang   |
| -------------------- | ----------------- | ------------- | -------------- | ------------ | ------ |
| Vanessa Boslak       | Saut à la perche  | 4,55 m        | 7e             | 4,30 m       | 9e     |
| Stéphanie Falzon     | Lancer du marteau | 71,67 m       | 11e            | 73,06 m (SB) | 9e     |
| Éloyse Lesueur       | Saut en longueur  | 6,48 m        | 10e            | 6,67 m       | 8e     |
| Marion Lotout        | Saut à la perche  | 4,10 m        | 33e (éliminée) | –            | –      |
| Melanie Melfort      | Saut en hauteur   | 1,93 m (SB)   | 2e             | 1,93 m (=SB) | 9e     |
| Mélina Robert-Michon | Lancer du disque  | 62,47 m       | 12e            | 63,98 m (SB) | 6e     |

Combinés – Heptathlon
| Athlète                | Épreuve  | 100 H        | SH          | LP          | 200 m        | SL     | LJ           | 800 m              | Total      | Rang |
| ---------------------- | -------- | ------------ | ----------- | ----------- | ------------ | ------ | ------------ | ------------------ | ---------- | ---- |
| Marisa De Aniceto      | Résultat | 13 s 74 (SB) | 1,71 m (SB) | 13,9 m (PB) | 25 s 26 (SB) | 5,76 m | 51,98 m (PB) | 2 min 16 s 20 (SB) | 6 030      | 20e  |
| Marisa De Aniceto      | Points   | 1 015        | 867         | 733         | 863          | 777    | 899          | 876                | 6 030      | 20e  |
| Antoinette Nana Djimou | Résultat | 12 s 96 (PB) | 1,80 m      | 14,26 m     | 24 s 72      | 6,13 m | 55,87 m (PB) | 2 min 15 s 94 (PB) | 6 576 (PB) | 5e   |
| Antoinette Nana Djimou | Points   | 1 130        | 978         | 811         | 913          | 890    | 974          | 880                | 6 576 (PB) | 5e   |

Le 10 août, Hassan Hirt, contrôlé positif à l'EPO, est suspendu à titre conservatoire et exclu de la délégation olympique française,.

## Aviron
La France a qualifié cinq bateaux soit trois bateaux de moins par rapport à Pékin, notamment chez les femmes (Skiff et Deux sans barreur). Le Quatre sans barreur hommes, médaillé de bronze à Pékin, est lui aussi absent.
Hommes
| Athlète                                                               | Compétition                      | Séries        | Séries | Repêchage | Repêchage | Quarts de finale | Quarts de finale | Demi-finales  | Demi-finales | Finale A      | Finale A                           | Finale B      | Finale B |
| Athlète                                                               | Compétition                      | Temps         | Rang   | Temps     | Rang      | Temps            | Rang             | Temps         | Rang         | Temps         | Rang                               | Temps         | Rang     |
| --------------------------------------------------------------------- | -------------------------------- | ------------- | ------ | --------- | --------- | ---------------- | ---------------- | ------------- | ------------ | ------------- | ---------------------------------- | ------------- | -------- |
| Germain Chardin Dorian Mortelette                                     | Deux sans barreur                | 6 min 17 s 22 | 2e     | –         | –         | NC               | NC               | 6 min 58 s 67 | 2e           | 6 min 21 s 11 | Médaille d'argent, Jeux olympiques | –             | –        |
| Julien Bahain Cédric Berrest                                          | Deux de couple                   | 6 min 19 s 61 | 3e     | –         | –         | NC               | NC               | 6 min 29 s 61 | 5e           | –             | –                                  | 6 min 26 s 44 | 4e       |
| Jérémie Azou Stany Delayre                                            | Deux de couple poids légers      | 6 min 40 s 89 | 1er    | –         | –         | NC               | NC               | 6 min 37 s 29 | 2e           | 6 min 42 s 69 | 4e                                 | –             | –        |
| Matthieu Androdias Benjamin Chabanet Adrien Hardy Pierre-Jean Peltier | Quatre de couple                 | 5 min 44 s 25 | 3e     | –         | –         | NC               | NC               | 6 min 12 s 81 | 4e           | –             | –                                  | 6 min 2 s 12  | 4e       |
| Thomas Baroukh Fabrice Moreau Nicolas Moutton Franck Solforosi        | Quatre sans barreur poids légers | 5 min 50 s 79 | 1er    | –         | –         | NC               | NC               | 6 min 6 s 90  | 4e           | –             | –                                  | 6 min 8 s 37  | 1er      |

## Badminton
| Athlète        | Compétition      | Phase de groupes                 | Phase de groupes                      | Phase de groupes | Phase de groupes | 1/8 de finale                       | Quarts de finale | Demi-finales     | Finale           | Finale |
| Athlète        | Compétition      | Adversaire Score                 | Adversaire Score                      | Adversaire Score | Rang             | Adversaire Score                    | Adversaire Score | Adversaire Score | Adversaire Score | Rang   |
| -------------- | ---------------- | -------------------------------- | ------------------------------------- | ---------------- | ---------------- | ----------------------------------- | ---------------- | ---------------- | ---------------- | ------ |
| Brice Leverdez | Simple messieurs | Ekiring (UGA) 2-0 (21-12, 21-11) | Wong (HKG) 0-2 (11-21, 16-21)         | NC               | 2e               | –                                   | –                | –                | –                | –      |
| Hongyan Pi     | Simple dames     | Hosny (EGY) 2-0 (21-11, 21-9)    | Magee (IRL) 2-1 (16-21, 21-18, 21-14) | NC               | 1re              | Yip (HKG) 1-2 (21-13, 12-21, 16-21) | –                | –                | –                | –      |

## Basket-ball

### Tournoi masculin
Grâce à sa deuxième place obtenue lors du Championnat d'Europe de basket-ball 2011 disputé en Lituanie, l'équipe de France de basket-ball s'est qualifiée directement pour les Jeux Olympiques.
Le sélectionneur de l'équipe de France de basket, Vincent Collet, a dévoilé une liste de 12 joueurs convoqués pour le tournoi olympique qui comprend Nicolas Batum et Tony Parker, mais pas Joakim Noah, forfait, et Mickaël Piétrus, déjà absent de la présélection.
Sélection :
| Poste            | Joueurs                                                                                          |
| ---------------- | ------------------------------------------------------------------------------------------------ |
| Meneurs          | Tony Parker                                                                                      |
| Arrières-Ailiers | Fabien Causeur, Yannick Bokolo, Yakhouba Diawara, Nando de Colo, Nicolas Batum, Mickaël Gelabale |
| Intérieurs       | Florent Piétrus, Boris Diaw, Ali Traoré, Kévin Séraphin, Ronny Turiaf                            |

Classement
| # | Équipe     | Pts | G | P | PP  | PC  | Diff |
| - | ---------- | --- | - | - | --- | --- | ---- |
| 1 | États-Unis | 10  | 5 | 0 | 589 | 398 | +191 |
| 2 | France     | 9   | 4 | 1 | 376 | 378 | -2   |
| 3 | Argentine  | 8   | 3 | 2 | 448 | 424 | +24  |
| 4 | Lituanie   | 7   | 2 | 3 | 395 | 399 | -4   |
| 5 | Nigeria    | 6   | 1 | 4 | 338 | 456 | -118 |
| 6 | Tunisie    | 5   | 0 | 5 | 320 | 411 | -91  |

|  | Qualifié pour les quarts de finale                                                                        |
|  | Pts points ; G victoires ; P défaites PP points marqués ; PC points encaissés ; Diff différence de points |

Matchs
| 29 juillet 2012 15 h 30 CEST |                                                            | États-Unis               | 98-71                                        | France |  | Basketball Arena, Londres |
| 29 juillet 2012 15 h 30 CEST | Score par quart-temps : 22-21, 30-15, 26-15, 20-20         |                          |                                              |        |  | Basketball Arena, Londres |
| 29 juillet 2012 15 h 30 CEST | Kevin Durant 22 Chandler, Durant, Anthony 9 LeBron James 8 | Points Rebonds Passes d. | Ali Traoré 12 Ronny Turiaf 9 Nando de Colo 3 |        |  | Basketball Arena, Londres |

| 31 juillet 2012 21 h 00 CEST |                                                    | France                   | 71-64                                             | Argentine |  | Basketball Arena, Londres |
| 31 juillet 2012 21 h 00 CEST | Score par quart-temps : 19-12, 13-17, 23-24, 16-11 |                          |                                                   |           |  | Basketball Arena, Londres |
| 31 juillet 2012 21 h 00 CEST | Tony Parker 17 Nicolas Batum 7 Tony Parker 5       | Points Rebonds Passes d. | Emanuel Ginóbili 26 Luis Scola 8 Pablo Prigioni 8 |           |  | Basketball Arena, Londres |

| 2 août 2012 11 h 00 CEST |                                                   | France                   | 82-74                                                    | Lituanie |  | Basketball Arena, Londres |
| 2 août 2012 11 h 00 CEST | Score par quart-temps : 25-21, 14-22, 20-9, 23-22 |                          |                                                          |          |  | Basketball Arena, Londres |
| 2 août 2012 11 h 00 CEST | Tony Parker 27 Ronny Turiaf 10 Boris Diaw 8       | Points Rebonds Passes d. | Martynas Pocius 18 Linas Kleiza 7 Šarūnas Jasikevičius 5 |          |  | Basketball Arena, Londres |

| 4 août 2012 10 h 00 CEST |                                                                            | Tunisie                  | 69-73                                       | France |  | Basketball Arena, Londres |
| 4 août 2012 10 h 00 CEST | Score par quart-temps : 15-20, 12-15, 16-25, 26-13                         |                          |                                             |        |  | Basketball Arena, Londres |
| 4 août 2012 10 h 00 CEST | Mohamed Hadidane 20 Makrem Ben Romdhane 8 Marouan Laghnej et Salah Mejri 3 | Points Rebonds Passes d. | Tony Parker 22 Nicolas Batum 8 Boris Diaw 5 |        |  | Basketball Arena, Londres |

| 6 août 2012 15 h 30 CEST |                                                              | France                   | 79-73                                                                                       | Nigeria |  | Basketball Arena, Londres |
| 6 août 2012 15 h 30 CEST | Score par quart-temps : 23-10, 18-20, 15-24, 23-19           |                          |                                                                                             |         |  | Basketball Arena, Londres |
| 6 août 2012 15 h 30 CEST | Nicolas Batum 23 Nicolas Batum et Boris Diaw 6 Tony Parker 7 | Points Rebonds Passes d. | Chamberlain Oguchi 35 Ike Diogu et Alade Aminu 7 A.-F. Aminu, Oguchi, Archibong et Oruche 2 |         |  | Basketball Arena, Londres |

Quart de finale
| 8 août 2012 17 h 15 |                                                   | France                   | 59-66                                                    | Espagne |  | Basketball Arena, Londres |
| 8 août 2012 17 h 15 | Score par quart-temps : 22-17, 15-17, 16-17, 6-15 |                          |                                                          |         |  | Basketball Arena, Londres |
| 8 août 2012 17 h 15 | Tony Parker 15 Boris Diaw 8 Boris Diaw 5          | Points Rebonds Passes d. | Marc Gasol 14 Pau Gasol 11 Pau Gasol et Rudy Fernández 3 |         |  | Basketball Arena, Londres |

### Tournoi féminin
Grâce à sa victoire 80-63 face à la Corée lors du tournoi de qualification olympique en quart de finale, l'équipe de France de basket-ball féminine s'est qualifiée pour les Jeux olympiques.
Sélection
| Poste             | Joueurs                                                                                     |
| ----------------- | ------------------------------------------------------------------------------------------- |
| Meneuses          | Céline Dumerc , Edwige Lawson-Wade, Florence Lepron                                         |
| Arrières-Ailières | Marion Laborde, Émilie Gomis, Jennifer Digbeu, Clémence Beikes                              |
| Intérieures       | Nwal-Endéné Miyem, Isabelle Yacoubou-Dehoui, Élodie Godin, Sandrine Gruda, Emmeline Ndongue |

Classement
| # | Équipe          | Pts | G | P | PP  | PC  | Diff |
| - | --------------- | --- | - | - | --- | --- | ---- |
| 1 | France          | 10  | 5 | 0 | 356 | 309 | +37  |
| 2 | Australie       | 9   | 4 | 1 | 353 | 322 | +31  |
| 3 | Russie          | 8   | 3 | 2 | 314 | 308 | +6   |
| 4 | Canada          | 7   | 2 | 3 | 328 | 332 | -4   |
| 5 | Brésil          | 6   | 1 | 4 | 329 | 354 | -25  |
| 6 | Grande-Bretagne | 5   | 0 | 5 | 327 | 372 | -45  |

|  | Qualifié pour les quarts de finale                                                                        |
|  | Pts points ; G victoires ; P défaites PP points marqués ; PC points encaissés ; Diff différence de points |

Matchs
| 28 juillet 2012 21 h 00 CEST |                                                                 | Brésil                   | 58-73                                                | France |  | Basketball Arena, Londres |
| 28 juillet 2012 21 h 00 CEST | Score par quart-temps : 20-16, 14-18, 15-18, 9-21               |                          |                                                      |        |  | Basketball Arena, Londres |
| 28 juillet 2012 21 h 00 CEST | Érika de Souza 17 Clarissa dos Santos 12 Adriana Moisés Pinto 5 | Points Rebonds Passes d. | Céline Dumerc 23 Nwal-Endéné Miyem 7 Céline Dumerc 5 |        |  | Basketball Arena, Londres |

| 30 juillet 2012 15 h 30 CEST |                                                                               | France                   | 74-70                                           | Australie | OT | Basketball Arena, Londres |
| 30 juillet 2012 15 h 30 CEST | Score par quart-temps : 11-14, 17-13, 24-24, 13-14, OT : 9-5                  |                          |                                                 |           | OT | Basketball Arena, Londres |
| 30 juillet 2012 15 h 30 CEST | Émilie Gomis 22 Isabelle Yacoubou-Dehoui 7 Clémence Beikes et Céline Dumerc 2 | Points Rebonds Passes d. | Suzy Batkovic 17 Suzy Batkovic 10 Jenna O'Hea 5 |           | OT | Basketball Arena, Londres |

| 1er août 2012 11 h 00 CEST |                                                      | Canada                   | 60-64                                                           | France |  | Basketball Arena, Londres |
| 1er août 2012 11 h 00 CEST | Score par quart-temps : 12-13, 13-15, 15-14, 20-22   |                          |                                                                 |        |  | Basketball Arena, Londres |
| 1er août 2012 11 h 00 CEST | Shona Thorburn 17 Natalie Achonwa 8 Shona Thorburn 3 | Points Rebonds Passes d. | Émilie Gomis 16 Sandrine Gruda 7 Dumerc, Lawson-Wade et Godin 3 |        |  | Basketball Arena, Londres |

| 3 août 2012 22 h 00 CEST |                                                                       | France                   | 80-77                                                                       | Grande-Bretagne | OT | Basketball Arena, Londres |
| 3 août 2012 22 h 00 CEST | Score par quart-temps : 10-13, 17-10, 20-21, 20-23, OT : 13-10        |                          |                                                                             |                 | OT | Basketball Arena, Londres |
| 3 août 2012 22 h 00 CEST | Sandrine Gruda et Edwige Lawson-Wade 16 Élodie Godin 8 Élodie Godin 4 | Points Rebonds Passes d. | Johannah Leedham 29 Johannah Leedham et Julie Anne Page 8 Julie Anne Page 3 |                 | OT | Basketball Arena, Londres |

| 5 août 2012 11 h 00 CEST |                                                              | France                   | 65-54                                                                                         | Russie |  | Basketball Arena, Londres |
| 5 août 2012 11 h 00 CEST | Score par quart-temps : 10-15, 15-6, 30-13, 10-20            |                          |                                                                                               |        |  | Basketball Arena, Londres |
| 5 août 2012 11 h 00 CEST | Céline Dumerc 12 Yacoubou-Dehoui et Beikes 7 Céline Dumerc 3 | Points Rebonds Passes d. | Evgeniya Belyakova 14 Becky Hammon et Irina Osipova 5 Ielena Danilotchkina et Irina Osipova 3 |        |  | Basketball Arena, Londres |

Quart de finale
| 5 août 2012 23 h 15 CEST |                                                    | France                   | 71-68                                            | République tchèque |  | Basketball Arena, Londres |
| 5 août 2012 23 h 15 CEST | Score par quart-temps : 16-12, 12-16, 13-23, 30-17 |                          |                                                  |                    |  | Basketball Arena, Londres |
| 5 août 2012 23 h 15 CEST | Céline Dumerc 23 Sandrine Gruda 7 Céline Dumerc 6  | Points Rebonds Passes d. | Eva Vítečková 17 Hana Horáková 7 Hana Horáková 5 |                    |  | Basketball Arena, Londres |

Demi-finale
| 9 août 2012 22 h |                                                                        | Russie                   | 64-81                                                       | France |  | North Greenwich Arena, Londres |
| 9 août 2012 22 h | Score par quart-temps : 15-24, 16-14, 20-21, 13-22                     |                          |                                                             |        |  | North Greenwich Arena, Londres |
| 9 août 2012 22 h | Ielena Danilotchkina et Becky Hammon 13 Natalia Vieru 8 Becky Hammon 5 | Points Rebonds Passes d. | Edwige Lawson-Wade 18 Sandrine Gruda 8 Edwige Lawson-Wade 5 |        |  | North Greenwich Arena, Londres |

Finale
| 11 août 2012 22 h |                                                     | États-Unis               | 86-50                                                                      | France |  | North Greenwich Arena, Londres |
| 11 août 2012 22 h | Score par quart-temps : 20-15, 17-10, 26-12, 23-13  |                          |                                                                            |        |  | North Greenwich Arena, Londres |
| 11 août 2012 22 h | Candace Parker 21 Candace Parker 11 Diana Taurasi 6 | Points Rebonds Passes d. | Sandrine Gruda et Edwige Lawson-Wade 12 Emmeline Ndongue 8 Céline Dumerc 3 |        |  | North Greenwich Arena, Londres |

## Boxe
Pour les Jeux olympiques de Londres, seuls cinq boxeurs français ont obtenu leur billet qualificatif, soit quatre de moins qu'à Pékin. Rachid Azzedine est le premier boxeur qualifié à la suite de ses bons résultats lors des World Series of Boxing 2010-2011. Lors des championnats du monde 2011, Jérémy Beccu et Alexis Vastine obtiennent leur ticket pour Londres. Ce dernier participe à ses secondes olympiades après Pékin où il a décroché une médaille de bronze après un arbitrage très controversé lors de la demi-finale des super-légers face à Félix Díaz. La Fédération française de boxe qualifia ces championnats du monde de ratés. Les autres boxeurs — Nordine Oubaali et Tony Yoka — sont sélectionnés au vu de leurs performances réalisées lors du tournoi européen de qualification olympique disputé en 2012 qui constituait le dernier espoir de qualification.
Hommes
| Jérémy Beccu    | Mi-mouches (-49 kg)   | Birzhan Zhakypov 17-18   | –                       | –                              | – | – | – | – | – | – |
| Nordine Oubaali | Mouches (-52 kg)      | Ajmal Faisal 22-9        | Rau'shee Warren 19-18   | Michael Conlan 18-22           | – | – | – | – |   |   |
| Rachid Azzedine | Légers (-60 kg)       | Jose Ramírez 20-21       | –                       | –                              | – | – | – | – | – | – |
| Alexis Vastine  | Welters (-69 kg)      | Patrick Wojcicki 16-12   | Tuvshinbat Byamba 13-12 | Taras Shelestyuk 18-18 (45-46) | – | – | – | – |   |   |
| Tony Yoka       | Super-lourds (+91 kg) | Simon Kean 16-16 (47-49) | –                       | –                              | – | – | – | – | – | – |

## Canoë-kayak

### Course en ligne
La France a qualifié des canoës pour les épreuves suivantes :
| Athlète                       | Compétition  | Éliminatoires  | Éliminatoires | Demi-finales   | Demi-finales | Finale A       | Finale A | Finale B       | Finale B |
| Athlète                       | Compétition  | Temps          | Rang          | Temps          | Rang         | Temps          | Rang     | Temps          | Rang     |
| ----------------------------- | ------------ | -------------- | ------------- | -------------- | ------------ | -------------- | -------- | -------------- | -------- |
| Maxime Beaumont               | K1 – 200 m   | 35 s 571       | 2e            | 35 s 814       | 2e           | 36 s 688       | 4e       | –              | –        |
| Cyrille Carré                 | K1 – 1 000 m | 3 min 32 s 705 | 5e            | 3 min 38 s 981 | 8e           | –              | –        | 3 min 33 s 513 | 4e       |
| Mathieu Goubel                | C1 – 200 m   | 41 s 248 (RO)  | 1er           | 41 s 938       | 2e           | 44 s 045       | 7e       | –              | –        |
| Mathieu Goubel                | C1 – 1 000 m | 3 min 58 s 122 | 1er           | 3 min 51 s 881 | 1er          | 3 min 50 s 758 | 5e       | –              | –        |
| Arnaud Hybois Sébastien Jouve | K2 – 200 m   | 32 s 933       | 3e            | 32 s 668       | 3e           | 35 s 012       | 4e       | –              | –        |

| Athlète                                                 | Compétition | Éliminatoires  | Éliminatoires | Demi-finales   | Demi-finales | Finale A       | Finale A | Finale B | Finale B |
| Athlète                                                 | Compétition | Temps          | Rang          | Temps          | Rang         | Temps          | Rang     | Temps    | Rang     |
| ------------------------------------------------------- | ----------- | -------------- | ------------- | -------------- | ------------ | -------------- | -------- | -------- | -------- |
| Marie Delattre Sarah Guyot Gabrielle Tuleu Joanne Mayer | K4 – 500 m  | 1 min 40 s 022 | 3e            | 1 min 33 s 303 | 5e           | 1 min 35 s 299 | 8e       | –        | –        |

### Slalom
La France a qualifié des canoës pour toutes les épreuves de slalom :
| Athlète                        | Compétition | Éliminatoires | Éliminatoires | Éliminatoires | Éliminatoires | Éliminatoires | Éliminatoires | Demi-finales | Demi-finales | Finale   | Finale                         |
| Athlète                        | Compétition | Course 1      | Rang          | Course 2      | Rang          | Total         | Rang          | Résultat     | Rang         | Résultat | Rang                           |
| ------------------------------ | ----------- | ------------- | ------------- | ------------- | ------------- | ------------- | ------------- | ------------ | ------------ | -------- | ------------------------------ |
| Étienne Daille                 | K1 hommes   | 90 s 12       | 7e            | 241 s 73      | 22e           | 90 s 12       | 13e           | 100 s 55     | 10e          | 101 s 87 | 7e                             |
| Tony Estanguet                 | C1 hommes   | 93 s 24       | 2e            | 99 s 20       | 10e           | 93 s 24       | 7e            | 101 s 67     | 3e           | 97 s 06  | Médaille d'or, Jeux olympiques |
| Gauthier Klauss Matthieu Péché | C2 hommes   | 96 s 98       | 1er           | 151 s 03      | 12e           | 96 s 98       | 1er           | 109 s 27     | 3e           | 109 s 17 | 4e                             |
| Émilie Fer                     | K1 femmes   | 112 s 77      | 12e           | 106 s 46      | 8e            | 106 s 46      | 10e           | 109 s 73     | 3e           | 105 s 90 | Médaille d'or, Jeux olympiques |

## Cyclisme
Les cyclistes français se sont qualifiés dans les disciplines suivantes :

### Cyclisme sur route
En cyclisme sur route, la France a qualifié quatre hommes et trois femmes.
| Athlète          | Compétition      | Temps           | Rang    |
| ---------------- | ---------------- | --------------- | ------- |
| Mickaël Bourgain | Course en ligne  | abandon         | abandon |
| Sylvain Chavanel | Course en ligne  | 5 h 46 min 5 s  | 20e     |
| Sylvain Chavanel | Contre-la-montre | 56 min 7 s 67   | 29e     |
| Arnaud Démare    | Course en ligne  | 5 h 46 min 37 s | 30e     |
| Tony Gallopin    | Course en ligne  | 5 h 46 min 37 s | 86e     |

| Athlète                | Compétition      | Temps           | Rang |
| ---------------------- | ---------------- | --------------- | ---- |
| Aude Biannic           | Course en ligne  | 3 h 35 min 56 s | 10e  |
| Audrey Cordon          | Course en ligne  | hors délais     | 51e  |
| Audrey Cordon          | Contre-la-montre | 40 min 40 s 51  | 15e  |
| Pauline Ferrand-Prévot | Course en ligne  | 3 h 35 min 56 s | 8e   |

### Cyclisme sur piste
| Athlète                                      | Compétition          | Qualification            | Seizièmes de finale            | Repêchages                     | Huitièmes de finale               | Repêchages               | Quarts de finale                                            | Demi-finales                                             | Match pour le bronze     | Match pour le bronze | Finale                                                 | Finale                             |
| Athlète                                      | Compétition          | Temps Vitesse            | Adversaire Temps Vitesse       | Adversaire Temps Vitesse       | Adversaire Temps Vitesse          | Adversaire Temps Vitesse | Adversaire Temps Vitesse                                    | Adversaire Temps Vitesse                                 | Adversaire Temps Vitesse | Rang                 | Adversaire Temps Vitesse                               | Rang                               |
| -------------------------------------------- | -------------------- | ------------------------ | ------------------------------ | ------------------------------ | --------------------------------- | ------------------------ | ----------------------------------------------------------- | -------------------------------------------------------- | ------------------------ | -------------------- | ------------------------------------------------------ | ---------------------------------- |
| Hommes                                       |                      |                          |                                |                                |                                   |                          |                                                             |                                                          |                          |                      |                                                        |                                    |
| Grégory Baugé                                | Vitesse individuelle | 9 s 952 72,347 km/h 2e   | Z. Volikákis V (forfait)       | NC                             | Nakagawa V (10 s 490 68,636 km/h) | NC                       | Förstemann 2-0 (10 s 472 et 10 s 300 68,754 et 69,902 km/h) | Perkins 2-0 (10 s 358 et 10 s 268 69,511 et 70,120 km/h) | –                        | –                    | Kenny 0-2 (10 s 232 et 10 s 308 70,367 et 69,848 km/h) | Médaille d'argent, Jeux olympiques |
| Grégory Baugé Michaël D'Almeida Kévin Sireau | Vitesse par équipes  | 43 s 097 62,649 km/h 2e  | NC                             | NC                             | NC                                | NC                       | Nouvelle-Zélande V 42 s 991 (-0 s 504) 62,803 km/h 2e       | NC                                                       | –                        | –                    | Grande-Bretagne D 43 s 013 (+0 s 413) 62,771 km/h      | Médaille d'argent, Jeux olympiques |
| Femmes                                       |                      |                          |                                |                                |                                   |                          |                                                             |                                                          |                          |                      |                                                        |                                    |
| Virginie Cueff                               | Vitesse individuelle | 11 s 439 62,942 km/h 15e | Vogel D (11 s 605 62,042 km/h) | Kanis D (11 s 643 61,839 km/h) | –                                 | –                        | –                                                           | –                                                        | –                        | –                    | –                                                      | –                                  |
| Sandie Clair Virginie Cueff                  | Vitesse par équipes  | 33 s 638 53,510 km/h 6e  | NC                             | NC                             | NC                                | NC                       | Allemagne D 33 s 707 (+1 s 006) 53,401 km/h 6e              | NC                                                       | –                        | –                    | –                                                      | –                                  |

| Athlète          | Compétition   | 1er tour     | Repêchage    | 1/2 finale | Finale (7-12) | Finale |
| Athlète          | Compétition   | Rang         | Rang         | Rang       | Rang          | Rang   |
| ---------------- | ------------- | ------------ | ------------ | ---------- | ------------- | ------ |
| Mickaël Bourgain | Keirin hommes | 1er 10 s 486 | NC           | 4e         | 8e            | –      |
| Clara Sanchez    | Keirin femmes | 6e           | 1re 11 s 259 | 2e         | –             | 4e     |

| Athlète       | Compétition   | Tour lancé | Tour lancé | Course aux points | Course aux points | Élimination | Poursuite      | Poursuite | Scratch | Contre-la-montre | Contre-la-montre | Total | Rang                               |
| Athlète       | Compétition   | Temps      | Rang       | Points            | Rang              | Rang        | Temps          | Rang      | Rang    | Temps            | Rang             | Total | Rang                               |
| ------------- | ------------- | ---------- | ---------- | ----------------- | ----------------- | ----------- | -------------- | --------- | ------- | ---------------- | ---------------- | ----- | ---------------------------------- |
| Bryan Coquard | Omnium hommes | 13 s 347   | 5          | 51                | 4                 | 1           | 4 min 30 s 780 | 12        | 3       | 1 min 3 s 078    | 4                | 29    | Médaille d'argent, Jeux olympiques |
| Clara Sanchez | Omnium femmes | 14 s 058   | 2          | 0                 | 18                | 13          | 3 min 56 s 800 | 18        | 18      | 35 s 451         | 3                | 72    | 14e                                |

### VTT
| Athlète                | Compétition              | Temps           | Rang                           |
| ---------------------- | ------------------------ | --------------- | ------------------------------ |
| Julien Absalon         | Cross-country VTT hommes | abandon         | abandon                        |
| Jean-Christophe Péraud | Cross-country VTT hommes | 1 h 37 min 7 s  | 29e                            |
| Stéphane Tempier       | Cross-country VTT hommes | 1 h 31 min 30 s | 11e                            |
| Julie Bresset          | Cross-country VTT femmes | 1 h 30 min 52 s | Médaille d'or, Jeux olympiques |
| Pauline Ferrand-Prévot | Cross-country VTT femmes | 1 h 42 min 21 s | 26e                            |

### BMX
| Athlète               | Compétition | Qualifications | Qualifications | Quarts de finale | Quarts de finale | Quarts de finale | Quarts de finale | Quarts de finale | Repêchages    | Repêchages    | Repêchages    | Repêchages    | Demi-finales | Demi-finales | Demi-finales | Demi-finales | Demi-finales | Finale   | Finale |
| Athlète               | Compétition | Résultat       | Rang           | Manche 1         | M 2              | M 3              | Total            | Rang             | Manche 4      | M 5           | Total         | Rang          | Manche 1     | M 2          | M 3          | Total        | Rang         | Résultat | Rang   |
| --------------------- | ----------- | -------------- | -------------- | ---------------- | ---------------- | ---------------- | ---------------- | ---------------- | ------------- | ------------- | ------------- | ------------- | ------------ | ------------ | ------------ | ------------ | ------------ | -------- | ------ |
| Quentin Caleyron      | BMX hommes  | 38 s 637       | 9e             | 7                | 5                | 5                | 17               | 6e               | 1             | 1             | 19            | 1er           | 8            | 4            | 6            | 18           | 6e (éliminé) | –        | –      |
| Joris Daudet          | BMX hommes  | 38 s 221       | 2e             | 4                | 1                | 2                | 7                | 2e               | Pas disputées | Pas disputées | Pas disputées | Pas disputées | 6            | 3            | 7            | 16           | 6e (éliminé) | –        | –      |
| Moana Moo-Caille      | BMX hommes  | 40 s 015       | 28e            | 5                | 5                | 5                | 15               | 5e               | 2             | 6             | 23            | 4e (éliminé)  | –            | –            | –            | –            | –            | –        | –      |
| Laëtitia Le Corguillé | BMX femmes  | 38 s 976       | 4e             | Pas disputées    | Pas disputées    | Pas disputées    | Pas disputées    | Pas disputées    | Pas disputées | Pas disputées | Pas disputées | Pas disputées | 4            | 8            | 3            | 15           | 4e           | 38 s 476 | 4e     |
| Magalie Pottier       | BMX femmes  | 39 s 778       | 7e             | Pas disputées    | Pas disputées    | Pas disputées    | Pas disputées    | Pas disputées    | Pas disputées | Pas disputées | Pas disputées | Pas disputées | 2            | 2            | 2            | 6            | 2e           | 39 s 395 | 7e     |

## Équitation
Les cavaliers français prennent part à toutes les épreuves aux Jeux olympiques à l'exception du concours par équipes de dressage où la France n'est pas qualifiée.
Malgré un statut de favori, l'équipe olympique repart bredouille des Jeux,.

### Concours complet
| Lionel Guyon                                                               | Nemetis de Lalou   | Individuel  | 50,90  | 38e | 20,00 | 70,90  | 38e | 0,00    | 70,90   | 28e     | 21,00   | 91,90   | 24e     |    |    |
| Aurélien Kahn                                                              | Cadiz              | Individuel  | 55,90  | 54e | 39,60 | 95,50  | 49e | 7,00    | 102,50  | 45e     | –       | –       | –       |    |    |
| Denis Mesples                                                              | Oregon de la Vigne | Individuel  | 61,50  | 66e | 46,00 | 107,50 | 51e | 19,00   | 126,50  | 50e     | –       | –       | –       |    |    |
| Donatien Schauly                                                           | Ocarina du Chanois | Individuel  | 44,40  | 20e | 7,20  | 51,60  | 18e | abandon | abandon | abandon | abandon | abandon | abandon |    |    |
| Nicolas Touzaint                                                           | Hildago de l'Île   | Individuel  | 47,60  | 27e | 7,60  | 55,20  | 27e | 2,00    | 57,20   | 21e     | 7,00    | 64,20   | 17e     |    |    |
| Lionel Guyon Aurélien Kahn Denis Mesples Donatien Schauly Nicolas Touzaint | Voir ci-dessus     | Par équipes | 142,90 | 9e  | 34,80 | 177,70 | 7e  | 52,90   | 230,60  | 8e      | NC      | NC      | NC      | NC | NC |

### Dressage
| Athlète        | Cheval        | Compétition | Grand Prix | Grand Prix | Grand Prix – spécial | Grand Prix – spécial | Grand Prix – libre | Grand Prix – libre | Total       | Total |
| Athlète        | Cheval        | Compétition | Score      | Rang       | Score                | Rang                 | Score              | Rang               | Score total | Rang  |
| -------------- | ------------- | ----------- | ---------- | ---------- | -------------------- | -------------------- | ------------------ | ------------------ | ----------- | ----- |
| Jessica Michel | Riwera de Hus | Individuel  | 70,410     | 28e        | 68,810               | 31e (éliminée)       | –                  | –                  | –           | –     |

### Saut d'obstacles
| Athlète                                                       | Cheval          | Compétition | Qualification | Qualification | Qualification | Qualification | Qualification  | Qualification | Qualification | Qualification | Finale   | Finale        | Finale   | Finale   | Finale | Finale |
| Athlète                                                       | Cheval          | Compétition | 1er tour      | 1er tour      | 2e tour       | 2e tour       | 2e tour        | 3e tour       | 3e tour       | 3e tour       | Finale A | Finale A      | Finale B | Finale B | Total  | Total  |
| Athlète                                                       | Cheval          | Compétition | Pénalités     | Rang          | Pén.          | Total         | Rang           | Pén.          | Total         | Rang          | Pén.     | Rang          | Pén.     | Rang     | Pén.   | Rang   |
| ------------------------------------------------------------- | --------------- | ----------- | ------------- | ------------- | ------------- | ------------- | -------------- | ------------- | ------------- | ------------- | -------- | ------------- | -------- | -------- | ------ | ------ |
| Simon Delestre                                                | Napoli du Ry    | Individuel  | 0             | 1er           | 6             | 6             | 30e            | 8             | 14            | 32e           | 4        | 11e           | 8        | –        | 12     | 19e    |
| Olivier Guillon                                               | Lord de Theize  | Individuel  | 4             | 42e           | 4             | 8             | 31e            | 8             | 16            | 33e           | 0        | 1er           | 9        | –        | 9      | 12e    |
| Pénélope Leprevost                                            | Mylord Carthago | Individuel  | 1             | 33e           | 8             | 9             | 47e (éliminée) | –             | –             | –             | –        | –             | –        | –        | –      | –      |
| Kevin Staut                                                   | Silvana*HDC     | Individuel  | 0             | 1er           | 4             | 4             | 17e            | 4             | 8             | 11e           | 16       | 34e (éliminé) | –        | –        | –      | –      |
| Simon Delestre Olivier Guillon Pénélope Leprevost Kevin Staut | Voir ci-dessus  | Par équipes | NC            | NC            | 14            | NC            | 12e (éliminée) | –             | –             | –             | –        | –             | –        | –        | –      | –      |

## Escrime
L'Olympiade est décrite par les commentateurs comme un fiasco pour l'escrime française, qui repart sans médailles, une première depuis 1960,.
| Athlète                                                       | Compétition         | 1/16 de finale             | 1/8 de finale         | Quarts de finale                  | Demi-finales     | Match pour la médaille de bronze Matchs de classement 5-8 | Match pour la médaille de bronze Matchs de classement 5-8 | Finale | Finale |   |
| Athlète                                                       | Compétition         | Adversaire Score           | Adversaire Score      | Adversaire Score                  | Adversaire Score | Rang                                                      | Adversaire Score                                          | Rang   |        |   |
| ------------------------------------------------------------- | ------------------- | -------------------------- | --------------------- | --------------------------------- | ---------------- | --------------------------------------------------------- | --------------------------------------------------------- | ------ | ------ | - |
| Yannick Borel                                                 | Épée individuelle   | Dmytro Karyuchenko 15-10   | Fabian Kauter 15-11   | Bartosz Piasecki 14-15            | –                | –                                                         | –                                                         | –      | –      |   |
| Gauthier Grumier                                              | Épée individuelle   | Bartosz Piasecki 13-14     | –                     | –                                 | –                | –                                                         | –                                                         | –      | –      | – |
| Erwann Le Péchoux                                             | Fleuret individuel  | Enzo Lefort 15-9           | Choi Byung-chul 13-15 | –                                 | –                | –                                                         | –                                                         | –      | –      |   |
| Enzo Lefort                                                   | Fleuret individuel  | Erwann Le Péchoux 9-15     | –                     | –                                 | –                | –                                                         | –                                                         | –      | –      |   |
| Victor Sintès                                                 | Fleuret individuel  | Kenta Chida 15-11          | Lei Sheng 6-15        | –                                 | –                | –                                                         | –                                                         | –      | –      |   |
| Erwann Le Péchoux Enzo Lefort Marcel Marcilloux Victor Sintès | Fleuret par équipes | États-Unis 39-45           | –                     | Grande-Bretagne 29-45 Chine 33-45 | 8e               | –                                                         | –                                                         |        |        |   |
| Boladé Apithy                                                 | Sabre individuel    | Aliaksandr Buikevich 11-15 | –                     | –                                 | –                | –                                                         | –                                                         | –      | –      | – |

| Athlète                                                    | Compétition         | 1/16 de finale        | 1/8 de finale        | Quarts de finale | Demi-finales     | Match pour la médaille de bronze Matchs de classement 5-8 | Match pour la médaille de bronze Matchs de classement 5-8 | Finale           | Finale |   |
| Athlète                                                    | Compétition         | Adversaire Score      | Adversaire Score     | Adversaire Score | Adversaire Score | Adversaire Score                                          | Rang                                                      | Adversaire Score | Rang   |   |
| ---------------------------------------------------------- | ------------------- | --------------------- | -------------------- | ---------------- | ---------------- | --------------------------------------------------------- | --------------------------------------------------------- | ---------------- | ------ | - |
| Laura Flessel-Colovic                                      | Épée individuelle   | Courtney Hurley 15-12 | Simona Gherman 13-15 | –                | –                | –                                                         | –                                                         | –                | –      |   |
| Astrid Guyart                                              | Fleuret individuel  | Eman Gaber 15-2       | Inès Boubakri 10-15  | –                | –                | –                                                         | –                                                         | –                | –      |   |
| Corinne Maitrejean                                         | Fleuret individuel  | Natalia Sheppard 15-5 | Chieko Sugawara 9-15 | –                | –                | –                                                         | –                                                         | –                | –      |   |
| Ysaora Thibus                                              | Fleuret individuel  | Inna Deriglazova 15-8 | Kanae Ikehata 11-15  | –                | –                | –                                                         | –                                                         | –                | –      |   |
| Astrid Guyart Corinne Maitrejean Ysaora Thibus Anita Blaze | Fleuret par équipes | NC                    | NC                   | NC               | Pologne 42-31    | Italie 22-45                                              | Corée du Sud 32-45                                        | 4e               | –      | – |
| Léonore Perrus                                             | Sabre individuel    | Seira Nakayama 12-15  | –                    | –                | –                | –                                                         | –                                                         | –                | –      |   |

## Football

### Tournoi masculin
L'Equipe de France espoirs de football, qui ne s'est pas qualifiée pour l'Euro espoirs 2011 directement qualificatif pour les Jeux, ne participe pas aux Jeux olympiques.

### Tournoi féminin
Quatrième de la Coupe du monde de football 2011 en Allemagne, l'Équipe de France de football féminin obtient sa qualification olympique en terminant dans les deux meilleures nations de l'UEFA lors de cette compétition juste derrière la Suède qu'elle perd pour le match de la troisième place.
Le 22 mai 2012, le sélectionneur national Bruno Bini dévoile sa liste de joueuses pour la phase de préparation et les Jeux Olympiques de Londres. Cette dernière comporte 18 joueuses accompagnées de 4 réservistes.
Sélection
| #           | Nom                     | Club                | Âge | Joués      | But inscrit | Averti | Carton jaune · Carton jaune · Carton rouge | Carton rouge |
| ----------- | ----------------------- | ------------------- | --- | ---------- | ----------- | ------ | ------------------------------------------ | ------------ |
|             | Bruno Bini              |                     |     |            |             |        |                                            |              |
| Gardiennes  |                         |                     |     |            |             |        |                                            |              |
| 1           | Céline Deville          | Olympique lyonnais  | 30  | 0          | 0           | 0      | 0                                          | 0            |
| 18          | Sarah Bouhaddi          | Olympique lyonnais  | 25  | 1          | 0           | 0      | 0                                          | 0            |
| Défenseurs  |                         |                     |     |            |             |        |                                            |              |
| 2           | Wendie Renard           | Olympique lyonnais  | 22  | 1          | 0           | 0      | 0                                          | 0            |
| 4           | Laura Georges           | Olympique lyonnais  | 27  | 1 (45 min) | 0           | 0      | 0                                          | 0            |
| 5           | Ophélie Meilleroux      | Montpellier HSC     | 28  | 1 (45 min) | 0           | 0      | 0                                          | 0            |
| 7           | Corine Franco           | Olympique lyonnais  | 28  | 1          | 0           | 0      | 0                                          | 0            |
| 8           | Sonia Bompastor         | Olympique lyonnais  | 32  | 1          | 0           | 0      | 0                                          | 0            |
| 16          | Sabrina Viguier         | Olympique lyonnais  | 31  | 0          | 0           | 0      | 0                                          | 0            |
| Milieux     |                         |                     |     |            |             |        |                                            |              |
| 3           | Laure Boulleau          | Paris Saint-Germain | 25  | 0          | 0           | 0      | 0                                          | 0            |
| 6           | Sandrine Soubeyrand (c) | Juvisy              | 38  | 1 (19 min) | 0           | 0      | 0                                          | 0            |
| 10          | Camille Abily           | Olympique lyonnais  | 27  | 1 (71 min) | 0           | 0      | 0                                          | 0            |
| 13          | Camille Catala          | Saint-Étienne       | 25  | 0          | 0           | 0      | 0                                          | 0            |
| 14          | Louisa Nécib            | Olympique lyonnais  | 27  | 1 (45 min) | 0           | 0      | 0                                          | 0            |
| 15          | Élise Bussaglia         | Paris Saint-Germain | 31  | 1          | 0           | 0      | 0                                          | 0            |
| Attaquantes |                         |                     |     |            |             |        |                                            |              |
| 9           | Eugénie Le Sommer       | Olympique lyonnais  | 23  | 1 (45 min) | 0           | 0      | 0                                          | 0            |
| 11          | Marie-Laure Delie       | Montpellier HSC     | 24  | 1          | 1           | 0      | 0                                          | 0            |
| 12          | Élodie Thomis           | Olympique lyonnais  | 25  | 1          | 0           | 0      | 0                                          | 0            |
| 17          | Gaëtane Thiney          | Juvisy              | 26  | 1          | 1           | 0      | 0                                          | 0            |

Classement
| Rang | Équipe        | Pts | J | G | N | P | Bp | Bc | Diff |
| ---- | ------------- | --- | - | - | - | - | -- | -- | ---- |
| 1    | États-Unis    | 9   | 3 | 3 | 0 | 0 | 8  | 2  | +6   |
| 2    | France        | 6   | 3 | 2 | 0 | 1 | 8  | 4  | +4   |
| 3    | Corée du Nord | 3   | 3 | 1 | 0 | 2 | 2  | 6  | -4   |
| 4    | Colombie      | 0   | 3 | 0 | 0 | 3 | 0  | 6  | -6   |

     Équipe qualifiée; Pts = points ; J = joués ; G = gagnés ; N = nuls ; P = perdus;

Bp = buts pour ; Bc = buts contre ; Diff = différence de buts
Matchs
| 25 juillet 2012 | États-Unis                                                             | 4-2   | France                                     | Hampden Park, Glasgow |  |
| 17 h CEST       | 19e Abby Wambach · 32e Alex Morgan · 56e Carli Lloyd · 66e Alex Morgan | (2-2) | 12e Gaëtane Thiney · 14e Marie-Laure Delie |                       |  |
| 17 h CEST       | Rapport                                                                |       |                                            |                       |  |

| 28 juillet 2012 | France                                                                                                 | 5-0   | Corée du Nord | Hampden Park, Glasgow |  |
| 19 h 45 CEST    | 45e Laura Georges · 70e Élodie Thomis · 71e Marie-Laure Delie · 81e Wendie Renard · 87e Camille Catala | (1-0) |               |                       |  |
| 19 h 45 CEST    | Rapport                                                                                                |       |               |                       |  |

| 31 juillet 2012 | France           | 1-0   | Colombie | St James' Park, Newcastle |  |
| 17 h 15 CEST    | 5e Élodie Thomis | (1-0) |          |                           |  |
| 17 h 15 CEST    | Rapport          |       |          |                           |  |

Quart de finale
| 3 août 2012 | Suède             | 1-2   | France                                | Hampden Park, Glasgow |  |
| 13 h CEST   | 18e Nilla Fischer | (1-2) | 29e Laura Georges · 39e Wendie Renard |                       |  |
| 13 h CEST   | Rapport           |       |                                       |                       |  |

Demi-finale
| 6 août 2012 | Japon                                 | 2-1   | France                | Wembley Stadium, Londres |  |
| 17 h CEST   | 32e Yuki Ogimi · 49e Mizuho Sakaguchi | (1-0) | 76e Eugénie Le Sommer |                          |  |
| 17 h CEST   | Rapport                               |       |                       |                          |  |

Match pour la troisième place
| 9 août 2012 | Canada               | 1-0   | France | Stade de la ville de Coventry, Coventry |  |
| 13 h CEST   | 90+2e Diana Matheson | (0-0) |        |                                         |  |
| 13 h CEST   | Rapport              |       |        |                                         |  |

## Gymnastique

### Artistique
N'ayant pas réussi à faire partie des huit meilleures nations lors du concours général par équipes lors des championnats du monde 2011, l'équipe de France dut passer par le tournoi préolympique pour hisser cinq gymnastes de chaque sexe pour les Jeux Olympiques de Londres. En terminant dans les quatre premières nations du Test Event qui s'est déroulé du 10 au 13 janvier 2012 à l'O2 Arena de Londres, les équipes de France masculine (2e) et féminine (3e) seront chacune représentées par cinq gymnastes lors des épreuves olympiques (à la fois pour le concours général par équipes ainsi que pour les autres épreuves individuelles). À l'issue des championnats de France 2012 à Nantes, Jacques Rey, président de la Fédération française de gymnastique dévoile les dix gymnastes qui porteront les couleurs de la France à Londres.
Hommes
| Athlète                                                                     | Compétition | Qualifications | Qualifications | Qualifications | Qualifications | Qualifications | Qualifications | Qualifications | Qualifications | Finale    | Finale    | Finale    | Finale    | Finale    | Finale    | Finale  | Finale |
| Athlète                                                                     | Compétition | Appareil       | Appareil       | Appareil       | Appareil       | Appareil       | Appareil       | Total          | Rang           | Appareil  | Appareil  | Appareil  | Appareil  | Appareil  | Appareil  | Total   | Rang   |
| Athlète                                                                     | Compétition | S              | CA             | A              | SC             | BP             | BF             | Total          | Rang           | S         | CA        | A         | SC        | BP        | BF        | Total   | Rang   |
| --------------------------------------------------------------------------- | ----------- | -------------- | -------------- | -------------- | -------------- | -------------- | -------------- | -------------- | -------------- | --------- | --------- | --------- | --------- | --------- | --------- | ------- | ------ |
| Pierre-Yves Bény                                                            | Individuel  | 14,433 39e     | 13,566 41e     | 14,266 45e     | 14,933 57e     | 14,700 32e     | –              | 71,898         | –              | 14,333    | 15,033    | 14,466    | 14,566    | 14,591    | 13,266    | –       | –      |
| Yann Cucherat                                                               | Individuel  | –              | –              | –              | –              | 14,900 24e     | 14,366 31e     | 29,266         | –              | –         | –         | –         | –         | –         | –         | –       | –      |
| Gaël da Silva                                                               | Individuel  | 15,400 10e     | –              | 14,366 44e     | 15,366 47e     | –              | 14,966 17e     | 60,098         | –              | 15,200    | –         | 14,633    | 15,466    | –         | 14,766    | –       | –      |
| Hamilton Sabot                                                              | Individuel  | –              | 14,033 30e     | 14,533 36e     | –              | 15,366 9e Q    | 14,866 20e     | 58,798         | –              | –         | 14,766    | 14,333    | –         | 15,566    | 14,883    | –       | –      |
| Cyril Tommasone                                                             | Individuel  | 14,500 37e     | 15,333 2e Q    | 14,166 46e     | 15,466 42e     | 15,100 20e     | 14,133 37e     | 88,698         | 14e Q          | 14,533    | 15,466    | –         | 14,441    | 15,133    | –         | –       | –      |
| Pierre-Yves Bény Yann Cucherat Gaël da Silva Hamilton Sabot Cyril Tommasone | Par équipes | 44,333 10e     | 42,932 6e      | 43,165 10e     | 45,765 12e     | 45,366 4e      | 44,198 6e      | 265,759        | 8e Q           | 44,066 7e | 45,265 2e | 43,432 7e | 44,473 8e | 45,290 5e | 42,915 8e | 265,441 | 8e     |

Finales individuelles
| Athlète         | Compétition       | Appareil | Appareil | Appareil | Appareil | Appareil | Appareil | Total  | Rang                                |
| Athlète         | Compétition       | S        | CA       | A        | SC       | BP       | BF       | Total  | Rang                                |
| --------------- | ----------------- | -------- | -------- | -------- | -------- | -------- | -------- | ------ | ----------------------------------- |
| Hamilton Sabot  | Barres parallèles | NC       | NC       | NC       | NC       | 15,566   | NC       | 15,566 | Médaille de bronze, Jeux olympiques |
| Cyril Tommasone | Individuel        | 13,500   | 15,333   | 14,400   | 15,358   | 15,000   | 14,066   | 87,657 | 16                                  |
| Cyril Tommasone | Cheval d'arçons   | NC       | 15,141   | NC       | NC       | NC       | NC       | 15,141 | 5                                   |

Femmes
| Athlète                                                                      | Compétition | Qualifications | Qualifications | Qualifications | Qualifications | Qualifications | Qualifications | Finale   | Finale   | Finale   | Finale   | Finale | Finale |
| Athlète                                                                      | Compétition | Appareil       | Appareil       | Appareil       | Appareil       | Total          | Rang           | Appareil | Appareil | Appareil | Appareil | Total  | Rang   |
| Athlète                                                                      | Compétition | S              | SC             | BA             | P              | Total          | Rang           | S        | SC       | BA       | P        | Total  | Rang   |
| ---------------------------------------------------------------------------- | ----------- | -------------- | -------------- | -------------- | -------------- | -------------- | -------------- | -------- | -------- | -------- | -------- | ------ | ------ |
| Mira Boumejmajen                                                             | Individuel  | 12,933 60e     | –              | 13,300 43e     | 12,966 49e     | 39,199         | –              | –        | –        | –        | –        | –      | –      |
| Youna Dufournet                                                              | Individuel  | –              | 14,166 33e     | 14,500 17e     | 14,200 21e     | 42,866         | –              | –        | –        | –        | –        | –      | –      |
| Anne Kuhm                                                                    | Individuel  | 13,533 39e     | 14,466 27e     | 13,533 38e     | 12,566 55e     | 54,098         | 29e            | –        | –        | –        | –        | –      | –      |
| Aurélie Malaussena                                                           | Individuel  | 13,366 44e     | 14,033 40e     | 13,300 44e     | 13,700 32e     | 54,399         | 25e Q          | –        | –        | –        | –        | –      | –      |
| Sophia Serseri                                                               | Individuel  | 12,933 61e     | 14,133 34e     | –              | –              | 27,066         | –              | –        | –        | –        | –        | –      | –      |
| Mira Boumejmajen Youna Dufournet Anne Kuhm Aurélie Malaussena Sophia Serseri | Par équipes | 39,832 12e     | 42,765 8e      | 41,333 9e      | 40,866 8e      | 164,796        | 12e            | –        | –        | –        | –        | –      | –      |

Finales individuelles
| Athlète            | Compétition | Appareil | Appareil | Appareil | Appareil | Total  | Rang |
| Athlète            | Compétition | S        | SC       | BA       | P        | Total  | Rang |
| ------------------ | ----------- | -------- | -------- | -------- | -------- | ------ | ---- |
| Aurélie Malaussena | Individuel  | 11,500   | 13,800   | 12,800   | 12,066   | 50,166 | 23e  |

### Rythmique
| Athlète         | Compétition | Qualification | Qualification | Qualification | Qualification | Qualification | Qualification  | Finale  | Finale | Finale | Finale | Finale | Finale |
| Athlète         | Compétition | Cerceau       | Ballon        | Massue        | Ruban         | Total         | Rang           | Cerceau | Ballon | Massue | Ruban  | Total  | Rang   |
| --------------- | ----------- | ------------- | ------------- | ------------- | ------------- | ------------- | -------------- | ------- | ------ | ------ | ------ | ------ | ------ |
| Delphine Ledoux | Individuel  | 27,100 14e    | 27,150 9e     | 27,250 13e    | 26,675 13e    | 108,175       | 13e (éliminée) | –       | –      | –      | –      | –      | –      |

### Trampoline
| Athlète         | Compétition | Séries  | Séries | Finale | Finale |
| Athlète         | Compétition | Score   | Rang   | Score  | Rang   |
| --------------- | ----------- | ------- | ------ | ------ | ------ |
| Grégoire Pennes | Hommes      | 107,539 | 7e     | 58,805 | 7e     |

## Haltérophilie
L'haltérophilie masculine française est représentée par 3 athlètes.
Les haltérophiles françaises bénéficient d'une seule place chez les femmes pour les JO.
| Athlète | Compétition            | Arraché       | Arraché | Épaulé-jeté | Épaulé-jeté | Total | Rang |   |
| Athlète | Compétition            | Résultat      | Rang    | Résultat    | Rang        | Total | Rang |   |
| ------- | ---------------------- | ------------- | ------- | ----------- | ----------- | ----- | ---- | - |
| -69 kg  | Vencelas Dabaya        | 135 (éliminé) | –       | –           | –           | –     | –    | – |
| -69 kg  | Bernardin Kingue Matam | 143 (éliminé) | –       | –           | –           | –     | –    | – |
| -85 kg  | Benjamin Hennequin     | 163 (éliminé) | –       | –           | –           | –     | –    | – |

| Athlète | Compétition    | Arraché  | Arraché | Épaulé-jeté | Épaulé-jeté | Total | Rang |
| Athlète | Compétition    | Résultat | Rang    | Résultat    | Rang        | Total | Rang |
| ------- | -------------- | -------- | ------- | ----------- | ----------- | ----- | ---- |
| -48 kg  | Mélanie Bardis | 73       | 9e      | 93          | 9e          | 166   | 10e  |

## Handball

### Tournoi masculin
Victorieuse du championnat du monde de handball masculin 2011 en Suède, l'équipe de France de handball masculin obtient directement sa qualification olympique.
Le sélectionneur national Claude Onesta choisit quatorze joueurs (et un remplaçant) :
| Poste                    | Joueurs |
| ------------------------ | --- |
| Gardiens de but          | Thierry Omeyer, Daouda Karaboué                                                                                        |
| Arrières et demi-centres | William Accambray (remplaçant), Xavier Barachet, Jérôme Fernandez , Daniel Narcisse, Nikola Karabatic, Guillaume Gille |
| Ailiers                  | Luc Abalo, Michaël Guigou, Guillaume Joli, Samuel Honrubia                                                             |
| Pivots                   | Bertrand Gille, Cédric Sorhaindo                                                                                       |
| Défenseur                | Didier Dinart |

Les résultats de la poule de la France sont :
| # | Équipe          | Pts | G | N | P | BP  | BC  | Diff |
| - | --------------- | --- | - | - | - | --- | --- | ---- |
| 1 | Islande         | 10  | 5 | 0 | 0 | 167 | 132 | +35  |
| 2 | France          | 8   | 4 | 0 | 1 | 159 | 110 | +49  |
| 3 | Suède           | 6   | 3 | 0 | 2 | 156 | 115 | +41  |
| 4 | Tunisie         | 4   | 2 | 0 | 3 | 121 | 125 | -4   |
| 5 | Argentine       | 2   | 1 | 0 | 4 | 113 | 138 | -25  |
| 6 | Grande-Bretagne | 0   | 0 | 0 | 5 | 96  | 192 | -96  |

|  | Qualifié pour les quarts de finale                                                                             |
|  | Éliminé |
|  | Pts points ; G victoires ; N nuls ; P défaites BP buts marqués ; BC buts encaissés ; Diff différence de points |

Le détail des rencontres de l'équipe de France est le suivant :
Matchs de poule
| 29 juillet 19 h 30 | France            | 44 – 15  | Grande-Bretagne | Copper Box, Londres Affluence : 5 000 Arbitrage : Mansour Abdulla Al-Suwaidi et Saleh Jamaan Bamurtef |
| 29 juillet 19 h 30 | Guillaume Joli 11 | (21 – 7) | Robin Garnham 6 | Copper Box, Londres Affluence : 5 000 Arbitrage : Mansour Abdulla Al-Suwaidi et Saleh Jamaan Bamurtef |
| 29 juillet 19 h 30 | ×2                | Rapport  | ×3 ×4 ×1        | Copper Box, Londres Affluence : 5 000 Arbitrage : Mansour Abdulla Al-Suwaidi et Saleh Jamaan Bamurtef |

| 31 juillet 21 h 15 | Argentine                   | 20 – 32  | France             | Copper Box, Londres Affluence : 3 906 Arbitrage : Per Olesen et Lars Ejby Pedersen |
| 31 juillet 21 h 15 | Federico Gaston Fernandez 4 | (9 – 17) | Nikola Karabatic 7 | Copper Box, Londres Affluence : 3 906 Arbitrage : Per Olesen et Lars Ejby Pedersen |
| 31 juillet 21 h 15 | ×3 ×2                       | Rapport  | ×3 ×2              | Copper Box, Londres Affluence : 3 906 Arbitrage : Per Olesen et Lars Ejby Pedersen |

| 2 août 11 h 15 | France            | 25 – 19   | Tunisie         | Copper Box, Londres Affluence : 4 670 Arbitrage : Nenad Nikolić et Dušan Stojković |
| 2 août 11 h 15 | Daniel Narcisse 7 | (12 – 11) | Amine Bannour 5 | Copper Box, Londres Affluence : 4 670 Arbitrage : Nenad Nikolić et Dušan Stojković |
| 2 août 11 h 15 | ×4 ×5             | Rapport   | ×4 ×7           | Copper Box, Londres Affluence : 4 670 Arbitrage : Nenad Nikolić et Dušan Stojković |

| 4 août 19 h 30 | Islande               | 30 – 29   | France             | Copper Box, Londres Affluence : 4 521 Arbitrage : Nenad Krstič et Peter Ljubič |
| 4 août 19 h 30 | Alexander Petersson 6 | (16 – 15) | Jérôme Fernandez 9 | Copper Box, Londres Affluence : 4 521 Arbitrage : Nenad Krstič et Peter Ljubič |
| 4 août 19 h 30 | ×3 ×7                 | Rapport   | ×2 ×4              | Copper Box, Londres Affluence : 4 521 Arbitrage : Nenad Krstič et Peter Ljubič |

| 6 août 21 h 15 | France            | 29 – 26   | Suède               | Copper Box, Londres Affluence : 4 833 Arbitrage : Matija Gubica et Boris Milošević |
| 6 août 21 h 15 | Daniel Narcisse 6 | (18 – 12) | Ekberg, Andersson 5 | Copper Box, Londres Affluence : 4 833 Arbitrage : Matija Gubica et Boris Milošević |
| 6 août 21 h 15 | ×3 ×1             | Rapport   | ×3 ×2               | Copper Box, Londres Affluence : 4 833 Arbitrage : Matija Gubica et Boris Milošević |

Quart de finale
| 8 août 14 h 30 | Espagne        | 22 – 23  | France              | Basketball Arena, Londres Arbitrage : Nenad Nikolić et Dušan Stojković |
| 8 août 14 h 30 | Víctor Tomás 6 | (12 – 9) | William Accambray 7 | Basketball Arena, Londres Arbitrage : Nenad Nikolić et Dušan Stojković |
| 8 août 14 h 30 | ×4 ×3          | Rapport  | ×4 ×3               | Basketball Arena, Londres Arbitrage : Nenad Nikolić et Dušan Stojković |

Demi-finale
| 10 août 21 h 30 | France                      | 25 – 22   | Croatie         | Basketball Arena, Londres Arbitrage : Kenneth Abrahamsen et Arne Kristiansen |
| 10 août 21 h 30 | Narcisse, Honrubia, Abalo 4 | (12 – 10) | Zlatko Horvat 6 | Basketball Arena, Londres Arbitrage : Kenneth Abrahamsen et Arne Kristiansen |
| 10 août 21 h 30 | ×4 ×2                       | Rapport   | ×4 ×2           | Basketball Arena, Londres Arbitrage : Kenneth Abrahamsen et Arne Kristiansen |

Finale
| 12 août 16 h | Suède           | 21 – 22  | France           | Basketball Arena, Londres Arbitrage : Nenad Krstič et Peter Ljubič |
| 12 août 16 h | Niclas Ekberg 6 | (8 – 10) | Michaël Guigou 5 | Basketball Arena, Londres Arbitrage : Nenad Krstič et Peter Ljubič |
| 12 août 16 h | ×3 ×4           | Rapport  | ×4 ×2            | Basketball Arena, Londres Arbitrage : Nenad Krstič et Peter Ljubič |

### Tournoi féminin
Après sa seconde place lors du championnat du monde de handball féminin 2011 en Norvège, l'équipe de France de handball féminin décroche une place pour l'un des tournois de qualification olympique. Elle aura d'ailleurs le luxe de recevoir durant ce tournoi à quatre équipes où seront présentes la Roumanie, le Monténégro et le Japon du 25 au 27 mai 2012.
En disposant de la Roumanie (24-19) et du Japon (30-17), l'équipe de France de handball féminin décroche sa qualification pour le tournoi olympique en terminant deuxième derrière le Monténégro.
Le sélectionneur national Olivier Krumbholz choisit quatorze joueuses :
| Poste                    | Joueuses                                                                                               |
| ------------------------ | --- |
| Gardiennes de but        | Cléopâtre Darleux, Amandine Leynaud                                                                    |
| Arrières et demi-centres | Camille Ayglon, Sophie Herbrecht, Alexandra Lacrabère, Claudine Mendy, Allison Pineau, Mariama Signate |
| Ailières                 | Paule Baudouin, Blandine Dancette, Siraba Dembele, Audrey Deroin                                       |
| Pivots                   | Nina Kanto, Raphaëlle Tervel                                                                           |

Les résultats lors de la compétition sont :
| # | Équipe            | Pts | G | N | P | BP  | BC  | Diff |
| - | ----------------- | --- | - | - | - | --- | --- | ---- |
| 1 | France            | 9   | 4 | 1 | 0 | 125 | 103 | +22  |
| 2 | Corée du Sud (+4) | 7   | 3 | 1 | 1 | 136 | 130 | +6   |
| 3 | Espagne (-4)      | 7   | 3 | 1 | 1 | 119 | 114 | +5   |
| 4 | Norvège           | 5   | 2 | 1 | 2 | 118 | 120 | -2   |
| 5 | Danemark          | 2   | 1 | 0 | 4 | 113 | 121 | -8   |
| 6 | Suède             | 0   | 0 | 0 | 5 | 108 | 131 | -23  |

|  | Qualifié pour les quarts de finale                                                                             |
|  | Éliminé |
|  | Pts points ; G victoires ; N nuls ; P défaites BP buts marqués ; BC buts encaissés ; Diff différence de points |

Le détail des rencontres est le suivant :
| 28 juillet | Norvège      | 23 – 24   | France                            | Copper Box, Londres |  |
| 21 h 15    | Ida Alstad 5 | (12 – 17) | Paule Baudouin, Mariama Signate 5 |                     |  |
| 21 h 15    | Rapport      |           |                                   |                     |  |

| 30 juillet | France           | 18 – 18  | Espagne        | Copper Box, Londres |  |
| 16 h 15    | Siraba Dembele 6 | (7 – 10) | Marta Mangué 6 |                     |  |
| 16 h 15    | Rapport          |          |                |                     |  |

| 1er août | France                             | 29 – 17   | Suède          | Copper Box, Londres |  |
| 14 h 30  | Baudouin, Dembele, Mendy, Pineau 4 | (16 – 11) | Johanna Ahlm 6 |                     |  |
| 14 h 30  | Rapport                            |           |                |                     |  |

| 3 août  | Corée du Sud | 21 – 24   | France                | Copper Box, Londres |  |
| 11 h 15 | Sim Hae-in 6 | (12 – 10) | Alexandra Lacrabère 4 |                     |  |
| 11 h 15 | Rapport      |           |                       |                     |  |

| 5 août  | Danemark              | 24 – 30   | France       | Copper Box, Londres |  |
| 21 h 15 | Ann Grete Norgaard 10 | (10 – 17) | Nina Kanto 6 |                     |  |
| 21 h 15 | Rapport               |           |              |                     |  |

Quart de finale
| 7 août  | Monténégro           | 23 – 22   | France            | Basketball Arena, Londres |                     |
| 21 h 30 | Popović, Bulatović 6 | (13 – 13) | Mariama Signate 5 | Spectateurs : 4 559       | Spectateurs : 4 559 |
| 21 h 30 | Rapport              |           |                   | Spectateurs : 4 559       | Spectateurs : 4 559 |

## Hockey sur gazon
Aucune des deux équipes françaises n'est parvenue à se qualifier pour les Jeux olympiques,.

## Judo
Les judokas français sont qualifiés dans toutes les catégories au programme.
| Athlète        | Compétition     | 1/32 de finale                          | 1/16 de finale                                  | 1/8 de finale                                          | Quarts de finale                                   | Demi-finales           | Repêchage 1                       | Repêchage 2                            | Finale                 | Finale                         |
| Athlète        | Compétition     | Adversaire Résultat                     | Adversaire Résultat                             | Adversaire Résultat                                    | Adversaire Résultat                                | Adversaire Résultat    | Adversaire Résultat               | Adversaire Résultat                    | Adversaire Résultat    | Rang                           |
| -------------- | --------------- | --------------------------------------- | ----------------------------------------------- | ------------------------------------------------------ | -------------------------------------------------- | ---------------------- | --------------------------------- | -------------------------------------- | ---------------------- | ------------------------------ |
| Sofiane Milous | Moins de 60 kg  | exempt                                  | Bat Shukvani (GEO) ippon                        | Bat Lomo (???) 2 waza-ari                              | Battu par Hiraoka (JPN) 3 drapeaux au golden score | –                      | Bat Davtyan yuko, au golden score | Battu par Sobirov waza-ari             | –                      | –                              |
| David Larose   | Moins de 66 kg  | Bat Pollack (ISR) yuko, au golden score | Bat Fasie (ROU) ippon                           | Battu par Shavdatuashvili (GEO) ippon, au golden score | –                                                  | –                      | –                                 | –                                      | –                      | –                              |
| Ugo Legrand    | Moins de 73 kg  | exempt                                  | Bat Adamiec (POL) waza-ari                      | Bat Hafiz (EGY) yuko, au golden score                  | Battu par D. Elmont (NED) ippon, au golden score   | –                      | Bat Boqiev (TJK) yuko             | Bat Wang · waza-ari, · au golden score | –                      | –                              |
| Alain Schmitt  | Moins de 81 kg  | exempt                                  | Bat G. Elmont (NED) 3 drapeaux, au golden score | Battu par Lucenti (ARG) ippon                          | –                                                  | –                      | –                                 | –                                      | –                      | –                              |
| Romain Buffet  | Moins de 90 kg  | NC                                      | Battu par Bauža (LTU) waza-ari                  | –                                                      | –                                                  | –                      | –                                 | –                                      | –                      | –                              |
| Thierry Fabre  | Moins de 100 kg | NC                                      | Bat Darwish (EGY) yuko au golden score          | Battu par Tüvshinbayar (MGL) ippon                     | –                                                  | –                      | –                                 | –                                      | –                      | –                              |
| Teddy Riner    | Plus de 100 kg  | NC                                      | Bat Wojnarowicz (POL) waza-ari                  | Bat Jaballah (TUN) ippon                               | Bat Brayson ippon                                  | Bat Kim (KOR) waza-ari | –                                 | –                                      | Bat Mikhaylin waza-ari | Médaille d'or, Jeux olympiques |

| Athlète              | Compétition    | 1/16 de finale                             | 1/8 de finale                              | Quarts de finale                                   | Demi-finales                                     | Repêchage 1                                 | Repêchage 2                                    | Finale                              | Finale                         |
| Athlète              | Compétition    | Adversaire Résultat                        | Adversaire Résultat                        | Adversaire Résultat                                | Adversaire Résultat                              | Adversaire Résultat                         | Adversaire Résultat                            | Adversaire Résultat                 | Rang                           |
| -------------------- | -------------- | ------------------------------------------ | ------------------------------------------ | -------------------------------------------------- | ------------------------------------------------ | ------------------------------------------- | ---------------------------------------------- | ----------------------------------- | ------------------------------ |
| Laëtitia Payet       | Moins de 48 kg | exempte                                    | Battue par Menezes (BRA) yuko              | –                                                  | –                                                | –                                           | –                                              | –                                   | –                              |
| Priscilla Gneto      | Moins de 52 kg | Bat He (CHN) waza-ari, au golden score     | Bat Ramos (POR) ippon                      | Battue par An (PRK) waza-ari                       | –                                                | Bat Kim (KOR) 2 yuko                        | Bat Heylen (BEL) · ippon, · au golden score    | –                                   | –                              |
| Automne Pavia        | Moins de 57 kg | Bat Clark (GBR) waza-ari, au golden score  | Bat Renzi (AUS) 5 yuko et 1 waza-ari       | Bat Filzmoser (AUT) 3 yuko                         | Battue par Matsumoto (JPN) yuko, au golden score | –                                           | Bat Karakas (HUN) · yuko                       | –                                   | –                              |
| Gévrise Emane        | Moins de 63 kg | Bat Howell (GBR) hansoku-make              | Bat Rojas (CUB) 3 drapeaux au golden score | Battue par Tsedevsuren 3 drapeaux, au golden score | –                                                | Bat Schlesinger (ISR) yuko, au golden score | Bat Joung (KOR) · 3 drapeaux · au golden score | –                                   | –                              |
| Lucie Décosse        | Moins de 70 kg | exempte                                    | Bat Zupancic (CAN) ippon                   | Bat Alvear (COL) ippon                             | Bat Hwang (KOR) yuko au golden score             | –                                           | –                                              | Bat Thiele (GER) waza-ari et 2 yuko | Médaille d'or, Jeux olympiques |
| Audrey Tcheuméo      | Moins de 78 kg | Bat Cotton (CAN) yuko                      | Bat Pryshchepa (UKR) ippon                 | Bat Yang (CHN) waza-ari                            | Battue par Gibbons (GBR) ippon au golden score   | –                                           | Bat Joo (HUN) · ippon                          | –                                   | –                              |
| Anne-Sophie Mondière | Plus de 78 kg  | Battue par Suellen Altheman (BRA) waza-ari | –                                          | –                                                  | –                                                | –                                           | –                                              | –                                   | –                              |

## Lutte
Six lutteurs représenteront la France pour les Jeux olympiques dont cinq lutteurs et une lutteuse seulement.
| Athlète             | Compétition    | Qualification       | Huitièmes de finale        | Quarts de finale              | Demi-finales            | Repêchage 1                | Repêchage 2                    | Finale              | Finale |   |
| Athlète             | Compétition    | Adversaire Résultat | Adversaire Résultat        | Adversaire Résultat           | Adversaire Résultat     | Adversaire Résultat        | Adversaire Résultat            | Adversaire Résultat | Rang   |   |
| ------------------- | -------------- | ------------------- | -------------------------- | ----------------------------- | ----------------------- | -------------------------- | ------------------------------ | ------------------- | ------ | - |
| Lutte gréco-romaine |                |                     |                            |                               |                         |                            |                                |                     |        |   |
| Tarik Belmadani     | Moins de 60 kg | exempt              | Bat Ala-Huikku (FIN) 3-0   | Battu par Matsumoto (JPN) 0-3 | –                       | –                          | –                              | –                   | –      | – |
| Steeve Guénot       | Moins de 66 kg | exempt              | Bat Rivas (VEN) 3-0        | Bat Abdvali (IRI) 3-0         | Battu par Kim (KOR) 1-3 | –                          | Bat Mulens (CUB) · 3-0         | –                   | –      |   |
| Christophe Guénot   | Moins de 74 kg | exempt              | Bat Ayt Okrame (TUN) 3-0   | Battu par Vlasov (RUS) 1-3    | –                       | Battu par Madsen (DEN) 1-3 | –                              | –                   | –      | – |
| Mélonin Noumonvi    | Moins de 84 kg | exempt              | Bat Hietaniemi (FIN) 3-0   | Battu par Gaber (EGY) 1-3     | –                       | Bat Žugaj (CRO) 3-0        | Battu par Janikowski (POL) 0-3 | –                   | –      |   |
| Lutte libre         |                |                     |                            |                               |                         |                            |                                |                     |        |   |
| Didier Païs         | Moins de 60 kg | exempt              | Battu par Madany (EGY) 1-3 | –                             | –                       | –                          | –                              | –                   | –      |   |

| Athlète        | Compétition    | Qualification       | Huitièmes de finale         | Quarts de finale    | Demi-finales        | Repêchage 1         | Repêchage 2         | Finale              | Finale |
| Athlète        | Compétition    | Adversaire Résultat | Adversaire Résultat         | Adversaire Résultat | Adversaire Résultat | Adversaire Résultat | Adversaire Résultat | Adversaire Résultat | Rang   |
| -------------- | -------------- | ------------------- | --------------------------- | ------------------- | ------------------- | ------------------- | ------------------- | ------------------- | ------ |
| Lutte libre    |                |                     |                             |                     |                     |                     |                     |                     |        |
| Cynthia Vescan | Moins de 72 kg | exempt              | Battue par Saenko (MDA) 1-3 | –                   | –                   | –                   | –                   | –                   | –      |

## Natation

### Natation sportive
À l'issue des championnats de France de natation 2012 disputés à Dunkerque, 29 nageurs français ont validé leur billet pour les Jeux olympiques. Les quotas de participation ont été attribués en fonction des minima chronométriques établis par la FINA. La Fédération française de natation a ensuite exigé que ces minima soient répétés lors des championnats de France disputés du 18 au 25 mars 2012.
| Athlète | Épreuve              | Séries         | Séries        | Demi-finales  | Demi-finales  | Finale           | Finale                             |
| Athlète | Épreuve              | Temps          | Rang          | Temps         | Rang          | Temps            | Rang                               |
| --- | -------------------- | -------------- | ------------- | ------------- | ------------- | ---------------- | ---------------------------------- |
| Yannick Agnel | 100 m nage libre     | 48 s 93        | 12e           | 48 s 23       | 7e            | 47 s 84          | 4e                                 |
| Yannick Agnel | 200 m nage libre     | 1 min 46 s 60  | 3e            | 1 min 45 s 84 | 2e            | 1 min 43 s 14 RF | Médaille d'or, Jeux olympiques     |
| Fabien Gilot | 100 m nage libre     | 48 s 97        | 14e           | 48 s 49       | 11e (éliminé) | –                | –                                  |
| Damien Joly | 1 500 m nage libre   | 15 min 8 s 50  | 14e (éliminé) | NC            | NC            | –                | –                                  |
| Camille Lacourt | 100 m dos            | 53 s 51        | 4e            | 53 s 03       | 2e            | 53 s 08          | 4e                                 |
| Clément Lefert | 100 m papillon       | 53 s 22        | 30e (éliminé) | –             | –             | –                | –                                  |
| Amaury Leveaux | 50 m nage libre      | 22 s 35        | 18e (éliminé) | –             | –             | –                | –                                  |
| Grégory Mallet | 200 m nage libre     | 1 min 47 s 39  | 12e           | 1 min 47 s 56 | 14e (éliminé) | –                | –                                  |
| Florent Manaudou | 50 m nage libre      | 22 s 09        | 7e            | 21 s 80       | 6e            | 21 s 34          | Médaille d'or, Jeux olympiques     |
| Anthony Pannier | 1 500 m nage libre   | 15 min 24 s 08 | 20e (éliminé) | NC            | NC            | –                | –                                  |
| Giacomo Perez-Dortona | 100 m brasse         | 1 min 0 s 59   | 17e (éliminé) | –             | –             | –                | –                                  |
| Benjamin Stasiulis | 100 m dos            | 55 s 36        | 31e (éliminé) | –             | –             | –                | –                                  |
| Benjamin Stasiulis | 200 m dos            | 1 min 59 s 52  | 24e (éliminé) | –             | –             | –                | –                                  |
| Yannick Agnel Alain Bernard Fabien Gilot Clément Lefert Amaury Leveaux William Meynard Jérémy Stravius                           | 4 × 100 m nage libre | 3 min 13 s 38  | 4e            | NC            | NC            | 3 min 9 s 93     | Médaille d'or, Jeux olympiques     |
| Yannick Agnel Clément Lefert Amaury Leveaux Grégory Mallet Romain Sassot Jérémy Stravius                                         | 4 × 200 m nage libre | 7 min 9 s 18   | 2e            | NC            | NC            | 7 min 2 s 77 RF  | Médaille d'argent, Jeux olympiques |
| Yannick Agnel Lorys Bourelly Hugues Duboscq Fabien Gilot Camille Lacourt Clément Lefert Giacomo Perez-Dortona Benjamin Stasiulis | 4 × 100 m 4 nages    | 3 min 34 s 60  | 10e (éliminé) | NC            | NC            | –                | –                                  |

| Fanny Babou                                                                                          | 100 m brasse         | 1 min 9 s 76  | 32e (éliminée) | –             | –              | –                | –                                   |   |   |
| Coralie Balmy                                                                                        | 400 m nage libre     | 4 min 3 s 56  | 3e             | NC            | NC             | 4 min 5 s 95     | 6e                                  |   |   |
| Coralie Balmy                                                                                        | 800 m nage libre     | 8 min 27 s 15 | 8e             | NC            | NC             | 8 min 29 s 26    | 7e                                  |   |   |
| Charlotte Bonnet                                                                                     | 100 m nage libre     | 55 s 12       | 20e (éliminé)  | –             | –              | –                | –                                   |   |   |
| Justine Bruno                                                                                        | 100 m papillon       | 1 min 1 s 14  | 38e (éliminée) | –             | –              | –                | –                                   |   |   |
| Alexianne Castel                                                                                     | 100 m dos            | 1 min 0 s 16  | 14e            | 1 min 0 s 24  | 12e (éliminée) | –                | –                                   |   |   |
| Alexianne Castel                                                                                     | 200 m dos            | 2 min 8 s 92  | 6e             | 2 min 8 s 24  | 5e             | 2 min 8 s 43     | 7e                                  |   |   |
| Ophélie-Cyrielle Étienne                                                                             | 200 m nage libre     | 1 min 59 s 15 | 18e (éliminée) | –             | –              | –                | –                                   |   |   |
| Lara Grangeon                                                                                        | 400 m 4 nages        | 4 min 44 s 28 | 18e (éliminée) | NC            | NC             | –                | –                                   | – | – |
| Laure Manaudou                                                                                       | 100 m dos            | 1 min 1 s 03  | 22e (éliminée) | –             | –              | –                | –                                   |   |   |
| Laure Manaudou                                                                                       | 200 m dos            | 2 min 14 s 29 | 30e (éliminée) | –             | –              | –                | –                                   |   |   |
| Camille Muffat                                                                                       | 200 m nage libre     | 1 min 58 s 49 | 12e            | 1 min 56 s 18 | 3e             | 1 min 55 s 58    | Médaille d'argent, Jeux olympiques  |   |   |
| Camille Muffat                                                                                       | 400 m nage libre     | 4 min 3 s 29  | 1re            | NC            | NC             | 4 min 1 s 45 RO  | Médaille d'or, Jeux olympiques      |   |   |
| Anna Santamans                                                                                       | 50 m nage libre      | 25 s 23       | 15e            | 24 s 94       | 10e (éliminée) | –                | –                                   |   |   |
| Coralie Balmy Charlotte Bonnet Ophélie-Cyrielle Étienne Margaux Farrell Mylène Lazare Camille Muffat | 4 × 200 m nage libre | 7 min 52 s 88 | 5e             | NC            | NC             | 7 min 47 s 49 RF | Médaille de bronze, Jeux olympiques |   |   |
| Fanny Babou Justine Bruno Alexianne Castel Margaux Farrell Mylène Lazare Laure Manaudou              | 4 × 100 m 4 nages    | 4 min 5 s 53  | 14e (éliminé)  | NC            | NC             | –                | –                                   |   |   |

### Nage en eau libre
| Athlète        | Épreuve      | Finale            | Finale |
| Athlète        | Épreuve      | Temps             | Rang   |
| -------------- | ------------ | ----------------- | ------ |
| Julien Sauvage | 10 km hommes | 1 h 50 min 51 s 3 | 11e    |
| Ophélie Aspord | 10 km femmes | 1 h 58 min 43 s 1 | 6e     |

## Natation synchronisée
La natation synchronisée française a qualifié un duo pour les Jeux de Londres.
| Athlètes                      | Compétition | Programme technique      | Programme technique | Programme libre (qualifications) | Programme libre (qualifications) | Programme libre (qualifications) | Programme libre (finale) | Programme libre (finale)  | Programme libre (finale) |
| Athlètes                      | Compétition | Points                   | Rang                | Points                           | Total (technique + libre)        | Rang                             | Points                   | Total (technique + libre) | Rang                     |
| ----------------------------- | ----------- | ------------------------ | ------------------- | -------------------------------- | -------------------------------- | -------------------------------- | ------------------------ | ------------------------- | ------------------------ |
| Sara Labrousse Chloé Willhelm | Duo         | 87,700 (43,800 ; 43,900) | 11e                 | 88,340 (44,110 ; 44,230)         | 176,040                          | 11e                              | 88,560 (44,070 ; 44,490) | 176,260                   | 10e                      |

## Pentathlon moderne
La France sera représentée par trois athlètes pour les compétitions masculine et féminine.
| Athlète           | Compétition | Escrime (épée, une touche) | Escrime (épée, une touche) | Escrime (épée, une touche) | Natation (200 m nage libre) | Natation (200 m nage libre) | Natation (200 m nage libre) | Équitation (saut d'obstacles) | Équitation (saut d'obstacles) | Équitation (saut d'obstacles) | Combiné course/tir (3 000 m / pistolet à 10 m) | Combiné course/tir (3 000 m / pistolet à 10 m) | Combiné course/tir (3 000 m / pistolet à 10 m) | Total | Rang |
| Athlète           | Compétition | Résultats                  | Rang                       | Points                     | Temps                       | Rang                        | Points                      | Pénalités                     | Rang                          | Points                        | Temps                                          | Rang                                           | Points                                         | Total | Rang |
| ----------------- | ----------- | -------------------------- | -------------------------- | -------------------------- | --------------------------- | --------------------------- | --------------------------- | ----------------------------- | ----------------------------- | ----------------------------- | ---------------------------------------------- | ---------------------------------------------- | ---------------------------------------------- | ----- | ---- |
| Christopher Patte | Hommes      | 16 V 19 D                  | 20e                        | 784                        | 2 min 5 s 99                | 20e                         | 1 292                       | 84                            | 21e                           | 1 116                         | 10 min 43 s 96                                 | 11e                                            | 2 428                                          | 5 620 | 17e  |
| Amélie Cazé       | Femmes      | 19 V 16 D                  | 11e                        | 856                        | 2 min 11 s 33               | 4e                          | 1 224                       | 20                            | 2e                            | 1 180                         | 13 min 8 s 71                                  | 31e                                            | 1 848                                          | 5 108 | 18e  |
| Élodie Clouvel    | Femmes      | 15 V 20 D                  | 25e                        | 760                        | 2 min 9 s 87                | 3e                          | 1 244                       | 140                           | 27e                           | 1 060                         | 13 min 44 s 50                                 | 34e                                            | 1 704                                          | 4 768 | 31e  |

## Plongeon
| Athlète         | Compétition         | Éliminatoires                                       | Éliminatoires | Demi-finale                                         | Demi-finale   | Finale | Finale |
| Athlète         | Compétition         | Points                                              | Rang          | Points                                              | Rang          | Points | Rang   |
| --------------- | ------------------- | --------------------------------------------------- | ------------- | --------------------------------------------------- | ------------- | ------ | ------ |
| Damien Cely     | Tremplin à 3 mètres | 413,30 (67,50, 68,00, 69,75, 73,50, 73,50 et 61,05) | 22e (éliminé) | –                                                   | –             | –      | –      |
| Matthieu Rosset | Tremplin à 3 mètres | 445,15 (84,15, 42,50, 85,50, 87,50, 69,00 et 76,50) | 13e           | 422,50 (72,60, 52,70, 66,50, 73,50, 70,50 et 86,70) | 15e (éliminé) | –      | –      |

| Athlète          | Compétition          | Éliminatoires                                | Éliminatoires  | Demi-finale | Demi-finale | Finale | Finale |
| Athlète          | Compétition          | Points                                       | Rang           | Points      | Rang        | Points | Rang   |
| ---------------- | -------------------- | -------------------------------------------- | -------------- | ----------- | ----------- | ------ | ------ |
| Fanny Bouvet     | Tremplin à 3 mètres  | 257,10 (46,80, 54,00, 50,40, 54,60 et 51,30) | 26e (éliminée) | –           | –           | –      | –      |
| Marion Farissier | Tremplin à 3 mètres  | 248,70 (56,70, 42,00, 40,50, 58,50 et 51,00) | 27e (éliminée) | –           | –           | –      | –      |
| Audrey Labeau    | Haut-vol à 10 mètres | 261,05 (53,20, 68,15, 62,40, 40,50 et 36,80) | 24e (éliminée) | –           | –           | –      | –      |

## Taekwondo
La France a qualifié deux athlètes féminines, mais aucun homme.
Femmes
| Athlète              | Compétition | Huitièmes de finale         | Quarts de finale       | Demi-finales                | Repêchage 1         | Repêchage 2              | Finale                  | Finale                             |
| Athlète              | Compétition | Adversaire Résultat         | Adversaire Résultat    | Adversaire Résultat         | Adversaire Résultat | Adversaire Résultat      | Adversaire Résultat     | Rang                               |
| -------------------- | ----------- | --------------------------- | ---------------------- | --------------------------- | ------------------- | ------------------------ | ----------------------- | ---------------------------------- |
| Marlène Harnois      | -57 kg      | Yeny Contreras (CHI) 14-3   | Hedaya Wahba (EGY) 8-6 | Hou Yuzhuo (CHN) 3-8        | –                   | Mayu Hamada (JPN) · 12-8 | –                       | –                                  |
| Anne-Caroline Graffe | +67 kg      | Natalya Mamatova (UZB) 17-9 | Lee In-jong (KOR) 7-4  | Glenhis Hernández (CUB) 6-4 | -                   | -                        | Milica Mandić (SRB) 7-9 | Médaille d'argent, Jeux olympiques |

## Tennis
| Athlète            | 1/32de finale           | 1/16 de finale         | 1/8 de finale           | Quarts de finale    | Demi-finales        | Match pour la médaille de bronze | Finale              |   |
| Athlète            | Adversaire Résultat     | Adversaire Résultat    | Adversaire Résultat     | Adversaire Résultat | Adversaire Résultat | Adversaire Résultat              | Adversaire Résultat |   |
| ------------------ | ----------------------- | ---------------------- | ----------------------- | ------------------- | ------------------- | -------------------------------- | ------------------- | - |
| Jo-Wilfried Tsonga | Bellucci 65-7, 6-4, 6-4 | Raonic 6-3, 3-6, 25-23 | López 7-65, 6-4         | Djokovic 1-6, 5-7   | –                   | –                                | –                   |   |
| Gilles Simon       | Kukushkin 6-4, 6-2      | Dimitrov 6-3, 6-3      | del Potro 1-6, 6-4, 3-6 | –                   | –                   | –                                | –                   | – |
| Richard Gasquet    | Haase 6-3, 6-3          | Baghdatís 4-6, 4-6     | –                       | –                   | –                   | –                                | –                   |   |
| Julien Benneteau   | Youzhny 7-5, 6-3        | Federer 2-6, 2-6       | –                       | –                   | –                   | –                                | –                   |   |

| Athlète      | 1/32 de finale      | 1/16 de finale      | 1/8 de finale       | Quarts de finale    | Demi-finales        | Match pour la médaille de bronze | Finale              |
| Athlète      | Adversaire Résultat | Adversaire Résultat | Adversaire Résultat | Adversaire Résultat | Adversaire Résultat | Adversaire Résultat              | Adversaire Résultat |
| ------------ | ------------------- | ------------------- | ------------------- | ------------------- | ------------------- | -------------------------------- | ------------------- |
| Alizé Cornet | Paszek 7-64, 6-4    | Hantuchová 3-6, 0-6 | –                   | –                   | –                   | –                                | –                   |

| Athlètes                            | 1/16 de finale                | 1/8 de finale                 | Quarts de finale                | Demi-finales                   | Match pour la médaille de bronze | Finale                          |
| Athlètes                            | Adversaire Résultat           | Adversaire Résultat           | Adversaire Résultat             | Adversaire Résultat            | Adversaire Résultat              | Adversaire Résultat             |
| ----------------------------------- | ----------------------------- | ----------------------------- | ------------------------------- | ------------------------------ | -------------------------------- | ------------------------------- |
| Michaël Llodra / Jo-Wilfried Tsonga | Nalbandian / Schwank 6-3, 7-5 | Paes / Vardhan 7-63, 4-6, 6-3 | Melo / Soares 6-4, 6-2          | Ferrer / López 6-3, 4-6, 18-16 | –                                | B. Bryan / M. Bryan · 4-6, 62-7 |
| Julien Benneteau / Richard Gasquet  | Fleming / Hutchins 7-5, 6-3   | Bhupathi / Bopanna 6-3, 6-4   | Tipsarević / Zimonjić 6-4, 7-63 | B. Bryan / M. Bryan 4-6, 4-6   | Ferrer / López · 7-64, 6-2       | –                               |

| Athlètes                           | 1/16 de finale              | 1/8 de finale       | Quarts de finale    | Demi-finales        | Match pour la médaille de bronze | Finale              |
| Athlètes                           | Adversaire Résultat         | Adversaire Résultat | Adversaire Résultat | Adversaire Résultat | Adversaire Résultat              | Adversaire Résultat |
| ---------------------------------- | --------------------------- | ------------------- | ------------------- | ------------------- | -------------------------------- | ------------------- |
| Alizé Cornet / Kristina Mladenovic | Peng / Zheng 6-1, 63-7, 3-6 | –                   | –                   | –                   | –                                | –                   |

## Tennis de table
Les épreuves de tennis de table des Jeux olympiques d'été de 2012 comportent trois Français. À l'issue des championnats du monde de tennis de table 2011 qui ont eu lieu à Rotterdam (Pays-Bas), Adrien Mattenet et Li Xue font partie des 28 meilleurs joueurs du classement olympique de l'ITTF (Fédération internationale de tennis de table) datant du 15 mai 2011. Ils décrochent ainsi directement leur billet pour l'épreuve de simple. Quant à Xian Yifang, elle réussit à empocher un ticket pour Londres par le biais du tournoi européen de qualification olympique qui a eu lieu du 10 au 15 avril 2012 au Luxembourg. Les autres pongistes, à savoir Emmanuel Lebesson, Quentin Robinot, Simon Gauzy et Carole Grundisch, ne parviennent pas ni au tournoi européen ni au tournoi mondial à se qualifier pour les Jeux olympiques.
La France ne sera pas représentée dans le tournoi par équipes car elle n'a, ni pour les hommes ni pour les femmes, réussi à qualifier assez de pongistes dans le tableau simple. De plus, son classement par équipes lors des championnats du monde par équipes de tennis de table 2012 qui se sont déroulés du 25 mars au 1er avril 2012 à Dortmund en Allemagne ne lui permet pas d'accéder aux épreuves par équipes.
| Athlète         | Compétition | Tour préliminaire | 1er tour         | 2e tour          | 3e tour                                                    | 4e tour          | Quarts de finale | Demi-finales     | Finale           | Finale |
| Athlète         | Compétition | Adversaire Score  | Adversaire Score | Adversaire Score | Adversaire Score                                           | Adversaire Score | Adversaire Score | Adversaire Score | Adversaire Score | Rang   |
| --------------- | ----------- | ----------------- | ---------------- | ---------------- | ---------------------------------------------------------- | ---------------- | ---------------- | ---------------- | ---------------- | ------ |
| Adrien Mattenet | Simple      | exempt            | exempt           | exempt           | Battu par Chen Weixing (AUT) 0-4 (3-11, 14-16, 6-11, 9-11) | –                | –                | –                | –                | –      |

| Athlète     | Compétition | Tour préliminaire | 1er tour                                             | 2e tour                                                           | 3e tour                                                  | 4e tour          | Quarts de finale | Demi-finales     | Finale           | Finale |
| Athlète     | Compétition | Adversaire Score  | Adversaire Score                                     | Adversaire Score                                                  | Adversaire Score                                         | Adversaire Score | Adversaire Score | Adversaire Score | Adversaire Score | Rang   |
| ----------- | ----------- | ----------------- | ---------------------------------------------------- | ----------------------------------------------------------------- | -------------------------------------------------------- | ---------------- | ---------------- | ---------------- | ---------------- | ------ |
| Xian Yifang | Simple      | exempt            | Bat Sarah Hanffou 4-1 (8-11, 11-7, 11-7, 11-3, 11-6) | Bat Ri Myong-sun 4-2 (11-9, 11-6, 6-11, 11-9, 8-11, 11-6)         | Battue par Wang Yuegu (8) 0-4 (9-11, 8-11, 6-11, 4-11)   | –                | –                | –                | –                | –      |
| Li Xue      | Simple      | exempt            | exempt                                               | Bat Jian Fang Lay 4-3 (11-7, 13-11, 7-11, 11-3, 9-11, 9-11, 11-6) | Battue par Yanfei Shen (10) 0-4 (5-11, 2-11, 8-11, 3-11) | –                | –                | –                | –                | –      |

## Tir
| Athlète                | Compétition                  | Qualification | Qualification | Finale | Finale |
| Athlète                | Compétition                  | Points        | Rang          | Points | Rang   |
| ---------------------- | ---------------------------- | ------------- | ------------- | ------ | ------ |
| Stéphane Clamens       | Trap                         | 119           | 19e (éliminé) | –      | –      |
| Franck Dumoulin        | Pistolet à 50 m              | 541           | 33e (éliminé) | –      | –      |
| Franck Dumoulin        | Pistolet à 10 m air comprimé | 577           | 18e (éliminé) | –      | –      |
| Cyril Graff            | Carabine à 50 m 3 positions  | 1 171         | 3e            | 1 271  | 4e     |
| Cyril Graff            | Carabine à 50 m tir couché   | 586           | 46e (éliminé) | –      | –      |
| Walter Lapeyre         | Pistolet à 50 m              | 541           | 33e (éliminé) | –      | –      |
| Walter Lapeyre         | Pistolet à 10 m air comprimé | 575           | 22e (éliminé) | –      | –      |
| Jérémy Monnier         | Carabine à 10 m air comprimé | 592           | 26e (éliminé) | –      | –      |
| Pierre Edmond Piasecki | Carabine à 10 m air comprimé | 596           | 8e            | 699,1  | 6e     |
| Valérian Sauveplane    | Carabine à 50 m 3 positions  | 1 167         | 13e (éliminé) | –      | –      |
| Valérian Sauveplane    | Carabine à 50 m tir couché   | 592           | 22e (éliminé) | –      | –      |
| Anthony Terras         | Skeet                        | 117           | 17e (éliminé) | –      | –      |

| Athlète               | Compétition                  | Qualification | Qualification  | Finale | Finale                              |
| Athlète               | Compétition                  | Points        | Rang           | Points | Rang                                |
| --------------------- | ---------------------------- | ------------- | -------------- | ------ | ----------------------------------- |
| Laurence Brize        | Carabine 50 m 3 positions    | 581           | 18e (éliminée) | –      | –                                   |
| Laurence Brize        | Carabine à 10 m air comprimé | 394           | 26e (éliminée) | –      | –                                   |
| Émilie Évesque        | Carabine 50 m 3 positions    | 578           | 25e (éliminée) | –      | –                                   |
| Émilie Évesque        | Carabine à 10 m air comprimé | 392           | 33e (éliminée) | –      | –                                   |
| Véronique Girardet    | Skeet                        | 66            | 10e (éliminée) | –      | –                                   |
| Céline Goberville     | Pistolet à 10 m air comprimé | 387           | 3e             | 486,6  | Médaille d'argent, Jeux olympiques  |
| Céline Goberville     | Pistolet à 25 m              | 579           | 21e (éliminée) | –      | –                                   |
| Delphine Réau-Racinet | Trap                         | 72            | 4e             | 93 (2) | Médaille de bronze, Jeux olympiques |
| Stéphanie Tirode      | Pistolet à 10 m air comprimé | 375           | 38e (éliminée) | –      | –                                   |
| Stéphanie Tirode      | Pistolet à 25 m              | 582           | 14e (éliminée) | –      | –                                   |

## Tir à l'arc
En décrochant la médaille d'argent lors des championnats du monde de tir à l'arc 2011 à Turin (Italie), l'équipe de France masculine de tir à l'arc obtient trois quotas de participation à l'épreuve individuelle et un quota à l'épreuve par équipes. Le 29 mai 2012, la Fédération française de tir à l'arc annonce sa sélection pour les épreuves masculines. La France sera donc composée de Thomas Faucheron, Romain Girouille et Gaël Prévost pour les épreuves individuelles et par équipes. Côté féminin, l'équipe de France ne parvient pas à terminer dans les huit premières lors de l'épreuve par équipes des championnats du monde de tir à l'arc 2011, ce qui ne lui permet pas d'obtenir trois quotas de participation à l'épreuve individuelle et un quota à l'épreuve par équipes. Cependant, grâce à Bérengère Schuh, l'équipe de France possède un quota individuel.
| Athlète                                        | Compétition | Tour préliminaire | Tour préliminaire | 1er tour                                                                | 2e tour                                                      | 3e tour                                                  | Quarts de finale | Demi-finales     | Match pour la médaille de bronze | Match pour la médaille de bronze | Finale           | Finale |   |
| Athlète                                        | Compétition | Score             | Rang              | Adversaire Score                                                        | Adversaire Score                                             | Adversaire Score                                         | Adversaire Score | Adversaire Score | Adversaire Score                 | Rang                             | Adversaire Score | Rang   |   |
| ---------------------------------------------- | ----------- | ----------------- | ----------------- | ----------------------------------------------------------------------- | ------------------------------------------------------------ | -------------------------------------------------------- | ---------------- | ---------------- | -------------------------------- | -------------------------------- | ---------------- | ------ | - |
| Thomas Faucheron                               | Individuel  | 665               | 27                | Thamwong (THA) (38) 6-0 (28-26, 27-23, 26-25)                           | Prévost (FRA) (6) 3-7 (30-28, 25-27, 21-25, 28-28, 25-29)    | –                                                        | –                | –                | –                                | –                                | –                | –      |   |
| Romain Girouille                               | Individuel  | 677               | 9                 | Nay (MYA) (56) 5-6 (23-24, 28-26, 26-27, 28-28, 27-21 9-9 au shoot-off) | –                                                            | –                                                        | –                | –                | –                                | –                                | –                | –      |   |
| Gaël Prévost                                   | Individuel  | 679               | 6                 | Kouassi (CIV) (59) 6-4 (23-25, 26-24, 26-26, 26-26, 29-23)              | Faucheron (FRA) (27) 7-3 (28-30, 27-25, 25-21, 28-28, 29-25) | Ruban (UKR) (43) 4-6 (27-28, 27-26, 27-29, 28-27, 25-26) | –                | –                | –                                | –                                | –                | –      |   |
| Thomas Faucheron Romain Girouille Gaël Prévost | Par équipes | 2 021             | 2                 | NC                                                                      | NC                                                           | NC                                                       | Mexique 212-220  | –                | –                                | –                                | –                | –      | – |

| Athlète         | Compétition | Tour préliminaire | Tour préliminaire | 1er tour                                             | 2e tour                                                                | 3e tour                                                                   | Quarts de finale                                 | Demi-finales     | Match pour la médaille de bronze | Match pour la médaille de bronze | Finale           | Finale |
| Athlète         | Compétition | Score             | Rang              | Adversaire Score                                     | Adversaire Score                                                       | Adversaire Score                                                          | Adversaire Score                                 | Adversaire Score | Adversaire Score                 | Rang                             | Adversaire Score | Rang   |
| --------------- | ----------- | ----------------- | ----------------- | ---------------------------------------------------- | ---------------------------------------------------------------------- | ------------------------------------------------------------------------- | ------------------------------------------------ | ---------------- | -------------------------------- | -------------------------------- | ---------------- | ------ |
| Bérengère Schuh | Individuel  | 640               | 37                | Kawanaka (JPN) (28) 6-2 (21-29, 27-22, 28-26, 30-27) | Lin (TPE) (5) 6-5 (20-26, 29-22, 27-26, 27-27, 25-28 9-9 au shoot-off) | Choi (KOR) (21) 6-5 (26-25, 28-28, 29-25, 27-28, 22-27 10-9 au shoot-off) | Lorig (USA) (4) 2-6 (25-27, 26-25, 19-26, 24-25) | –                | –                                | –                                | –                | –      |

## Triathlon
| Athlètes         | Compétition | Natation (1,5 km) | Transition 1 | Vélo (40 km)   | Transition 2 | Course (10 km) | Temps           | Résultat |
| ---------------- | ----------- | ----------------- | ------------ | -------------- | ------------ | -------------- | --------------- | -------- |
| Hommes           |             |                   |              |                |              |                |                 |          |
| David Hauss      | Hommes      | 17 min 24 s       | 38 s         | 58 min 50 s    | 29 s         | 29 min 53 s    | 1 h 47 min 14 s | 4e       |
| Vincent Luis     | Hommes      | 17 min 20 s       | 38 s         | 58 min 53 s    | 27 s         | 31 min 0 s     | 1 h 48 min 18 s | 11e      |
| Laurent Vidal    | Hommes      | 17 min 27 s       | 43 s         | 58 min 42 s    | 28 s         | 30 min 1 s     | 1 h 47 min 21 s | 5e       |
| Femmes           |             |                   |              |                |              |                |                 |          |
| Emmie Charayron  | Femmes      | 19 min 48 s       | 39 s         | 1 h 6 min 58 s | 34 s         | 34 min 27 s    | 2 h 2 min 26 s  | 18e      |
| Jessica Harrison | Femmes      | 18 min 39 s       | 43 s         | 1 h 6 min 16 s | 31 s         | 35 min 13 s    | 2 h 1 min 22 s  | 9e       |
| Carole Péon      | Femmes      | 19 min 30 s       | 45 s         | 1 h 7 min 11 s | 33 s         | 35 min 59 s    | 2 h 3 min 58 s  | 29e      |

## Voile
Il est indiqué à chaque tableau le score de la régate et éventuellement l'adversaire.
| Athlète(s)                         | Compétition | R 1 | R 2 | R 3 | R 4 | R 5 | R 6 | R 7 | R 8 | R 9 | R 10 | Total net | Rang | Course à médaille | Total | Rang final                          |
| ---------------------------------- | ----------- | --- | --- | --- | --- | --- | --- | --- | --- | --- | ---- | --------- | ---- | ----------------- | ----- | ----------------------------------- |
| Julien Bontemps                    | RS:X        | 23  | 14  | 2   | 5   | 5   | 4   | 17  | 5   | 8   | 6    | 66        | 6e   | 4                 | 70    | 5e                                  |
| Jean-Baptiste Bernaz               | Laser       | 3   | 21  | 6   | 9   | 19  | 11  | 2   | 18  | 20  | 34   | 109       | 10e  | 10                | 119   | 10e                                 |
| Jonathan Lobert                    | Finn        | 9   | 4   | 4   | 2   | 6   | 7   | 5   | 10  | 2   | 7    | 47        | 4e   | 2                 | 49    | Médaille de bronze, Jeux olympiques |
| Pierre Leboucher Vincent Garos     | 470         | 9   | 10  | 11  | 6   | 10  | 2   | 19  | 11  | 4   | 11   | 74        | 6e   | 16                | 90    | 7e                                  |
| Xavier Rohart Pierre-Alexis Ponsot | Star        | 1   | 13  | 10  | 11  | 12  | 14  | 11  | 6   | 6   | 8    | 78        | 10e  | 8                 | 86    | 9e                                  |

| Athlète(s)                       | Compétition  | R 1 | R 2 | R 3 | R 4 | R 5 | R 6 | R 7 | R 8 | R 9 | R 10 | Total net | Rang | Course à médaille | Total    | Rang     |
| -------------------------------- | ------------ | --- | --- | --- | --- | --- | --- | --- | --- | --- | ---- | --------- | ---- | ----------------- | -------- | -------- |
| Charline Picon                   | RS:X         | 9   | 11  | 5   | 7   | 10  | 6   | 12  | 10  | 11  | 6    | 75        | 8e   | 14                | 89       | 8e       |
| Sarah Steyaert                   | Laser Radial | 21  | 14  | 19  | 12  | 11  | 26  | 10  | 19  | 22  | 15   | 143       | 16e  | Éliminée          | Éliminée | Éliminée |
| Camille Lecointre Mathilde Géron | 470          | 10  | 17  | 1   | 8   | 12  | 3   | 7   | 6   | 3   | 5    | 55        | 4e   | 10                | 65       | 4e       |

| Athlète                           | Compétition | R 1 | R 2 | R 3 | R 4 | R 5 | R 6 | R 7 | R 8 | R 9 | R 10     | R 11 | R 12 | R 13 | R 14 | R 15 | Total net | Rang | Course à médaille | Total | Rang |
| --------------------------------- | ----------- | --- | --- | --- | --- | --- | --- | --- | --- | --- | -------- | ---- | ---- | ---- | ---- | ---- | --------- | ---- | ----------------- | ----- | ---- |
| Emmanuel Dyen Stéphane Christidis | 49er        | 1   | 9   | 9   | 12  | 1   | 10  | 12  | 13  | 10  | 21 (OCS) | 2    | 5    | 10   | 7    | 14   | 115       | 6e   | 12                | 127   | 6e   |

| Athlète                                 | Compétition | RR 1 | RR 2 | RR 3 | RR 4 | RR 5 | RR 6 | RR 7 | RR 8 | RR 9 | RR 10 | RR 11 | Total | Rang | 1/4 de finale |
| --------------------------------------- | ----------- | ---- | ---- | ---- | ---- | ---- | ---- | ---- | ---- | ---- | ----- | ----- | ----- | ---- | ------------- |
| Claire Leroy Marie Riou Élodie Bertrand | Elliott 6m  | V    | D    | V    | V    | D    | D    | D    | V    | V    | V     | D     | 6     | 6e   | 0-3           |

## Volley-ball

### Beach-volley
Aucun athlète français n'est qualifié pour le tournoi de beach-volley,.

### Volley-ball (indoor)
L'équipe de France masculine termine deuxième du tournoi de qualification olympique en Bulgarie et n'est pas qualifiée pour Londres.
L'équipe de France féminine n'est pas qualifiée pour ces Jeux, car elle a été éliminée en demi-finale par les Pays-Bas du tournoi de préqualification disputé du 9 au 13 novembre 2011 à Porec en Croatie.

## Water-polo

### Hommes
L'équipe de France masculine a été éliminée par la Macédoine lors du tour préliminaire du Championnat d'Europe de water-polo masculin 2012 en octobre 2011 (elle avait remporté le match aller 8-6 à domicile mais s'est inclinée en Macédoine sur le score de 12-4). Elle n'a donc pu ni se qualifier directement pour les Jeux Olympiques ni participer au tournoi olympique de qualification qui s'est déroulé à Edmonton (Canada) du 1er au 8 avril 2012.

### Femmes
L'équipe de France féminine ayant été éliminée au tour de qualification du Championnat d'Europe de water-polo féminin 2012 du 29 janvier au 15 octobre 2011, n'a pu participer au tournoi olympique de qualification qui s'est déroulé à Trieste (Italie) du 15 au 22 avril 2012.